# VM i segelflyg
Världsmästerskapen i segelflyg kom till som en ersättning för de utlovade segelflygtävlingarna i OS-programmet vid London OS 1948, redan till Helsingfors OS 1940 var segelflyg en sport som stod på det olympiska programmet för första gången. London kunde inte genomföra tävlingarna och i Helsingfors kom andra världskriget i vägen.
Internationaler Wettbewerb-Wasserkuppe 1937 i Wasserkuppe, Tyskland räknade deltagare från England, Schweiz, Österrike, Polen, Tjeckoslovakien, Jugoslavien och Tyskland. Tävlingen vanns av Heini Dittmar som tillsammans med landsmaninnan Hanna Reitsch och polacken Mynarski noterade de längsta flygningarna. Ibland räknar man denna tävling som den första VM-tävlingen trots att Fédération Aéronautique Internationale (FAI) gav tävlingarna officiell status först under 1950-talet.
Resultat 1937:
- 1 Heini Dittmar, Tyskland, Fafnir II, 1 662,5 poäng
- 2 Hofmann, Tyskland, Moazagotl, 1 427 poäng
- 3 Späte, Tyskland, Minimoa, 1 325 poäng

- Utöver huvudtävlingen delades det ut några specialpriser:
- Priset för längsta flygning: Mynarski Polen, samt Reitsch och Dittmar Tyskland
- Priset för högsta höjd: Zabsky, Polen, 2 800 meter
- Priset för uthållighetsflygning: Frena, Österrike, 19.01 timme
- Hermann Göringpriset: Ludwig Hofmann, Tyskland
- General Milchs pris: Wolfgang Späte, Tyskland
- Priset från NSFK: Sandemeier, Schweiz
- Priset från Aero-Clubs von Deutschland: Kurt Schmidt, Tyskland
- Priset från den tyska flygindustrin: Hanna Reitsch, Tyskland

## VM 1948,Samedan,Schweiz
Vid tävlingarna deltog 26 tävlande från åtta nationer, från början var elva nationer anmälda. Tävlingarna omfattade bland annat höjdflygning, målflygning, hastighetsflygning på rak bana cirkelflygning i kombination med höjdflygning, detta är tävlingsformer som inte är aktuella idag.

## Årens resultat

### Resultat VM 1948

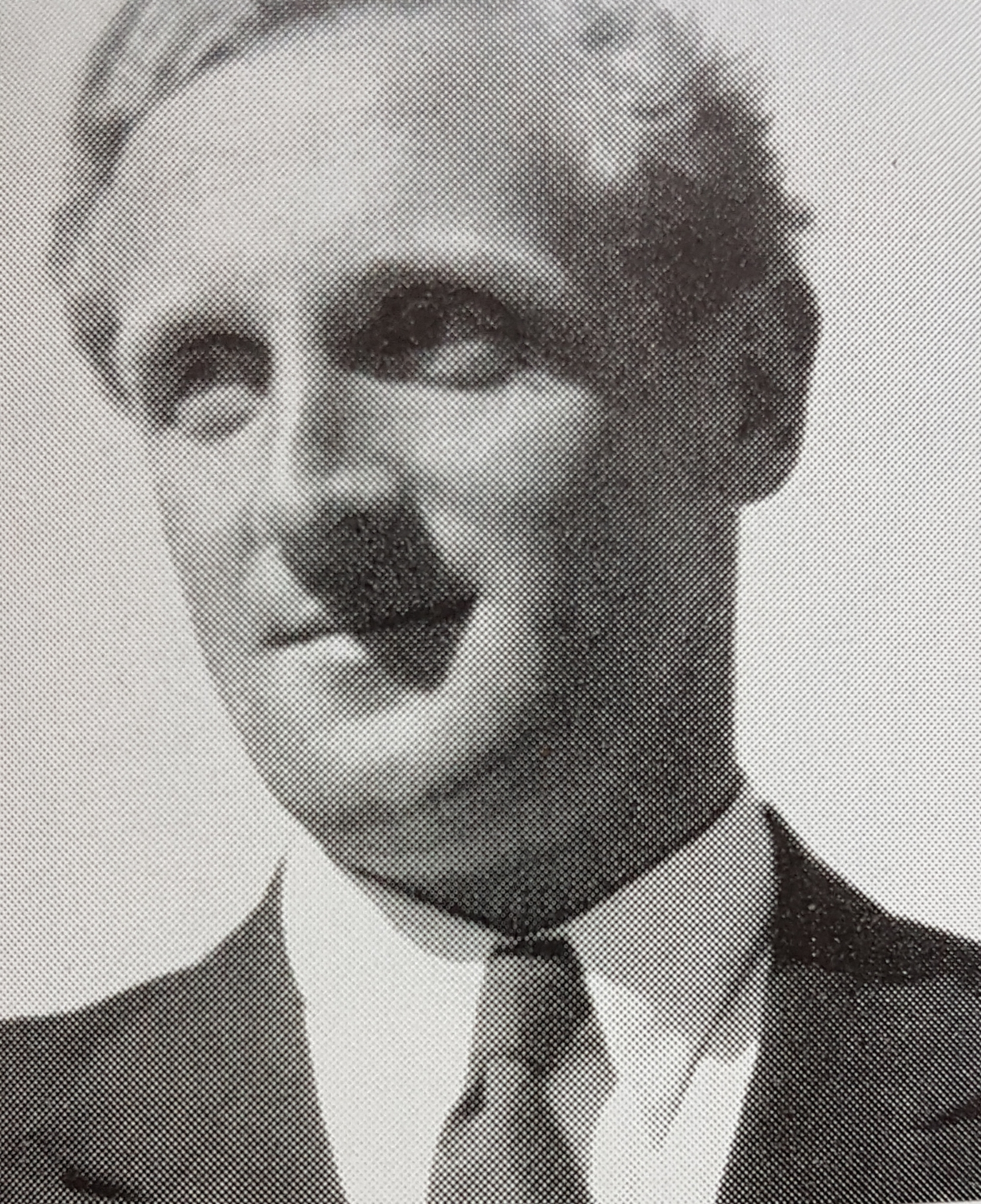
Per-Axel Persson

- 1, Per-Axel Persson, Sverige, 27 086 poäng
- 2, Schachenmann, Schweiz, 26 258 poäng
- 3, Kuhn, Schweiz, 25 970 poäng
- 4, Arne Magnusson, Sverige, 22 319 poäng

VM 1950, Örebro, Sverige
Sverige fick förtroendet att arrangera VM som en del av KSAKs 50-årsjubileum. Startlistan upptog 29 deltagare från 11 nationer. Tävlingarna omfattade nu de tre grenarna distansflygning i förening med höjdflygning, distansflygning mot valfritt mål och hastighetsflygning på rak bana. Tävlingen var egentligen det första världsmästerskapet med officiell status från FAI

### Resultat VM 1950

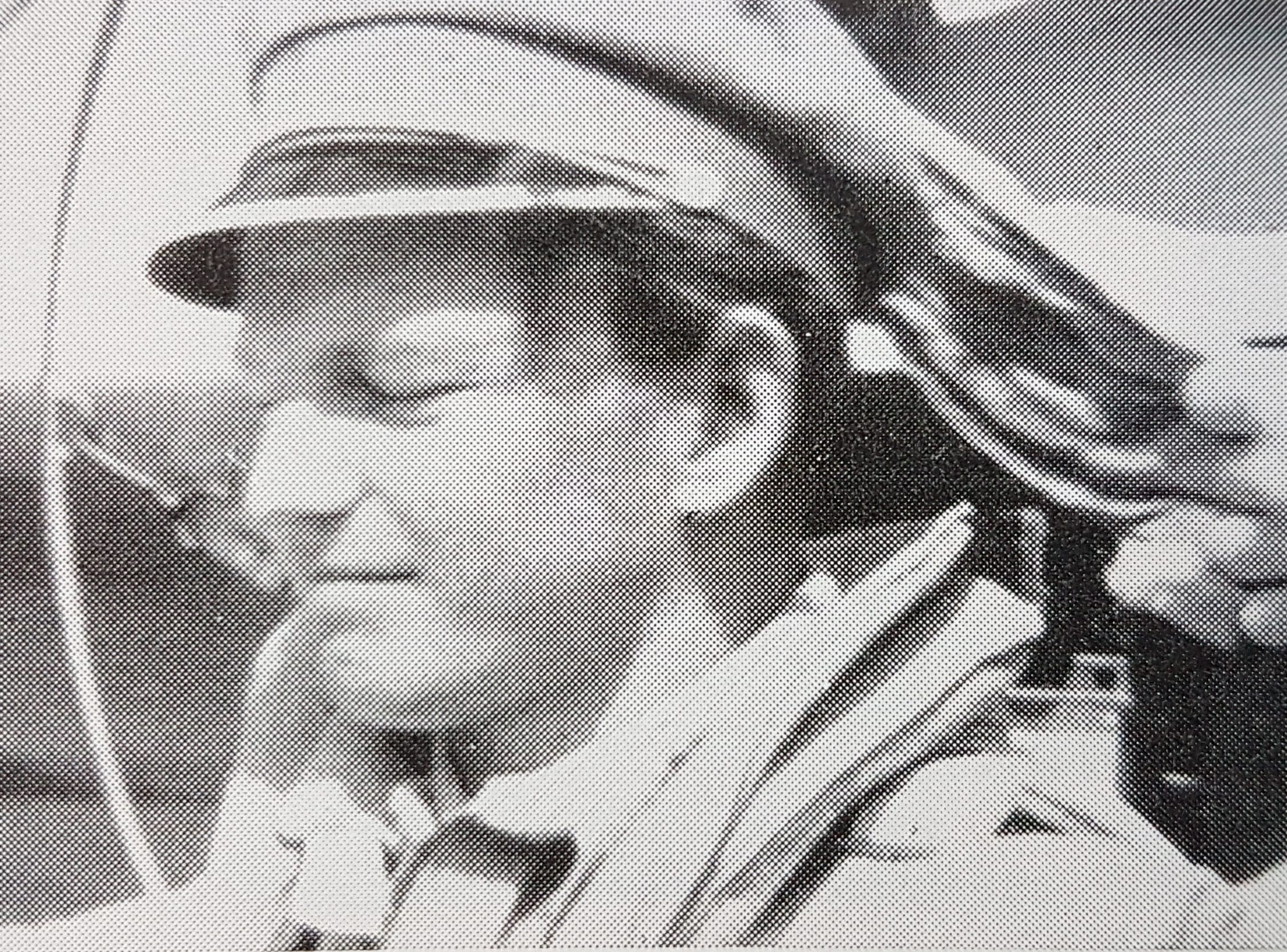
Billy Nilsson

- 1, Billy Nilsson, Sverige, 866,756 poäng
- 2, Paul McCready, USA, 842,989 poäng
- 3, Milan Borisek, Jugoslavien, 777,484 poäng
- 5, Arne Magnusson, Sverige, 740,608 poäng

VM 1952, Madrid, Spanien
Till tävlingen infördes klassen tvåsitsiga flygplan, med samma grenar som vid VM 1950. Vid tävlingarna deltog 41 tävlande från 14 nationer i klassen ensitsiga flygplan och 17 par från 9 nationer i klassen tvåsitsiga flygplan.

### Resultat VM 1952

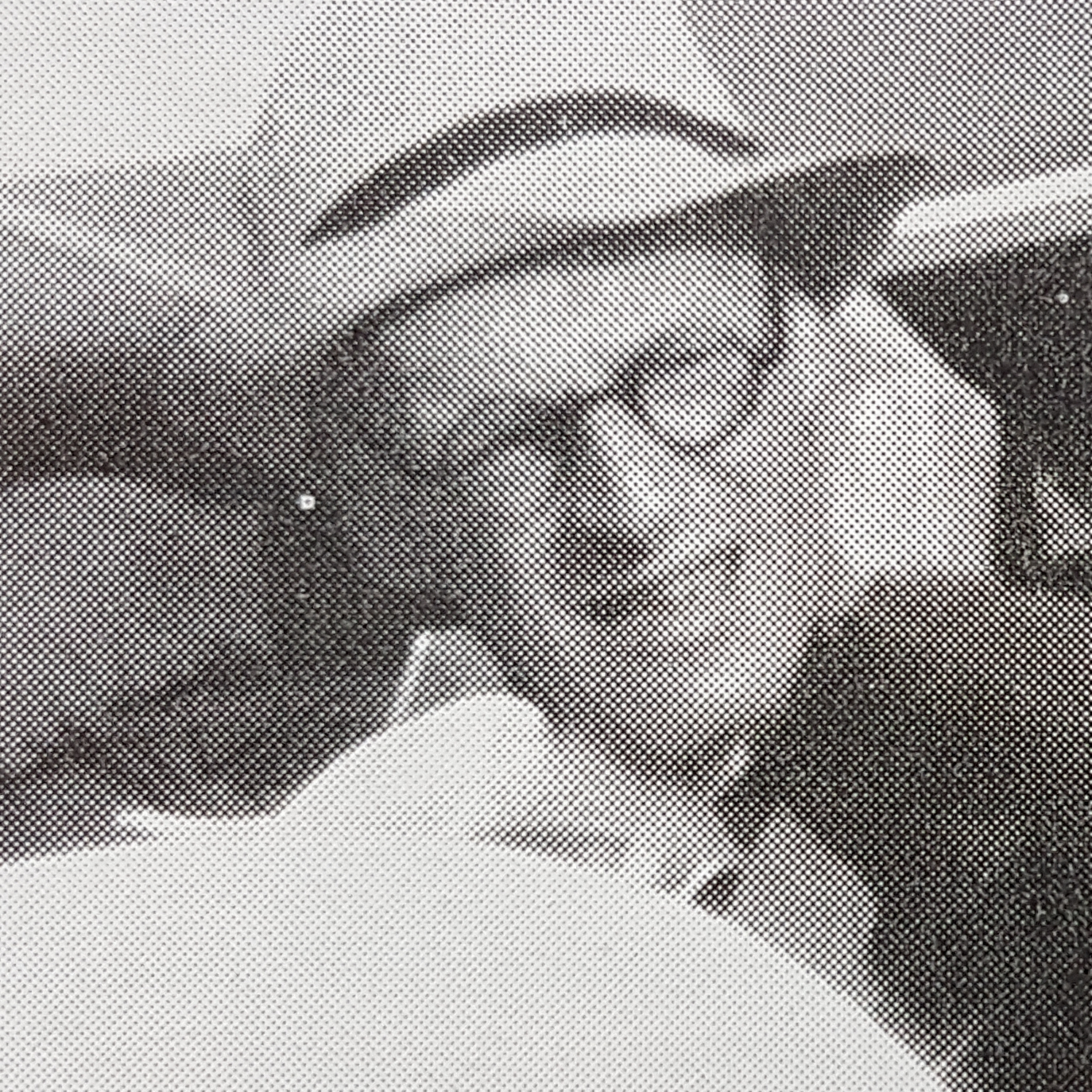
Philip Wills

- 1, Philips Wills, Storbritannien, 4 333 poäng
- 2, Gerard Pierre, Frankrike, 4 048 poäng
- 3, Forbes, Storbritannien, 4 043 poäng
- 20, Billy Nilsson, Sverige, 2 623 poäng

### Resultat VM 1952 tvåsitsiga flygplan
- 1, Luis Jues och Miguel Ara Spanien

VM 1954, Camp Hill, Great Hucklow, England
Tävlingarna öppnades av Lord Brabazon of Tara i hällande ösregn, tävlingarna kom att gå till historien som de blötaste och mest hasardartade av alla segelflyg-VM. Som vid tävlingarna i Spanien 1952 tävlade man i klasserna en- och tvåsitsiga flygplan. I den ensitsiga klassen deltog 34 tävlande från 19 nationer

### Resultat VM 1954

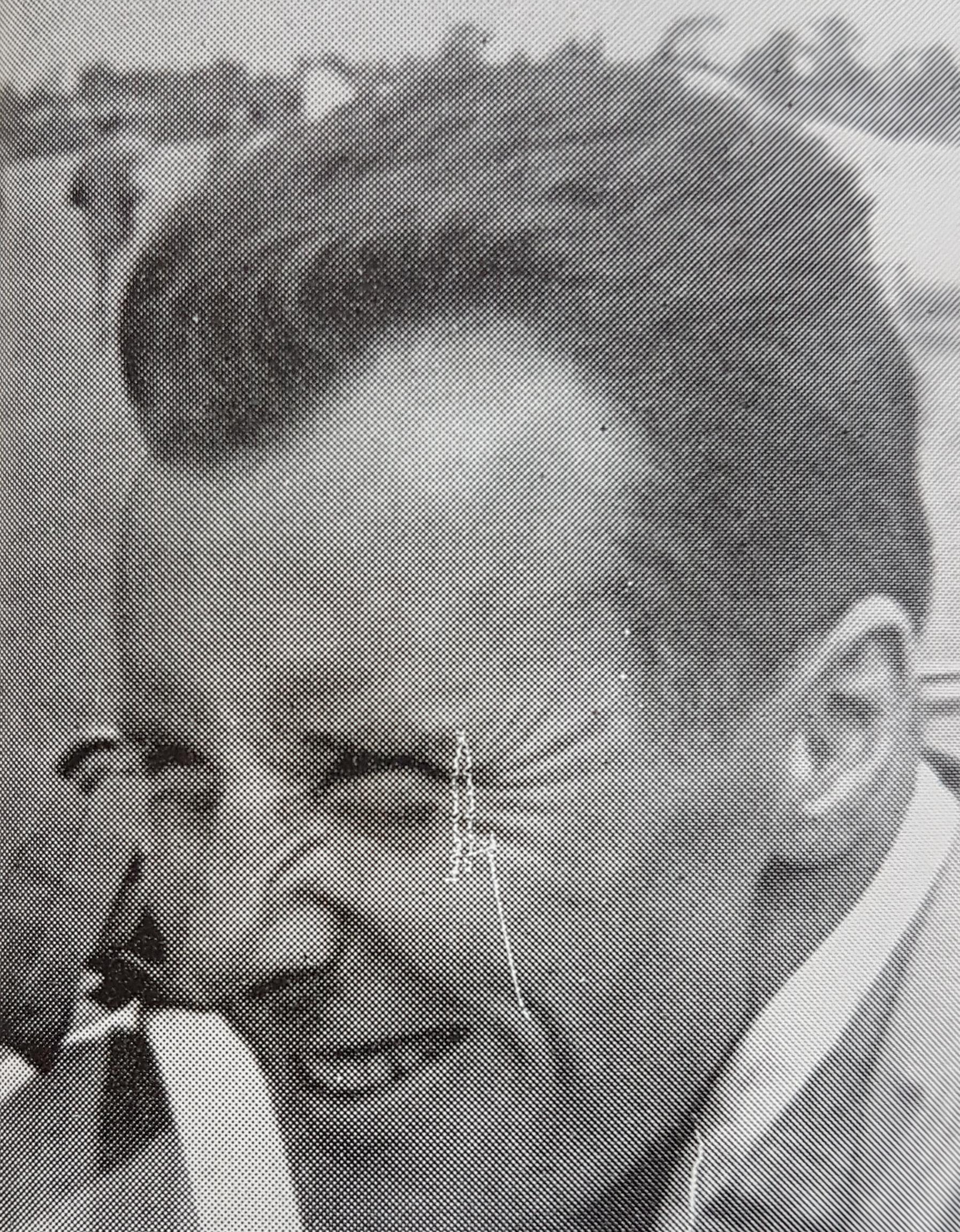
Gérard Pierre

- 1, Gerard Pierre, Frankrike, 2 956 poäng
- 2, Philips Wills, Storbritannien, 2 855 poäng
- 3, A. Wiethüchter, Västtyskland, 2 817 poäng
- 6, Per-Axel Persson, Sverige, 2 118 poäng

### Resultat VM 1954 tvåsitsiga flygplan

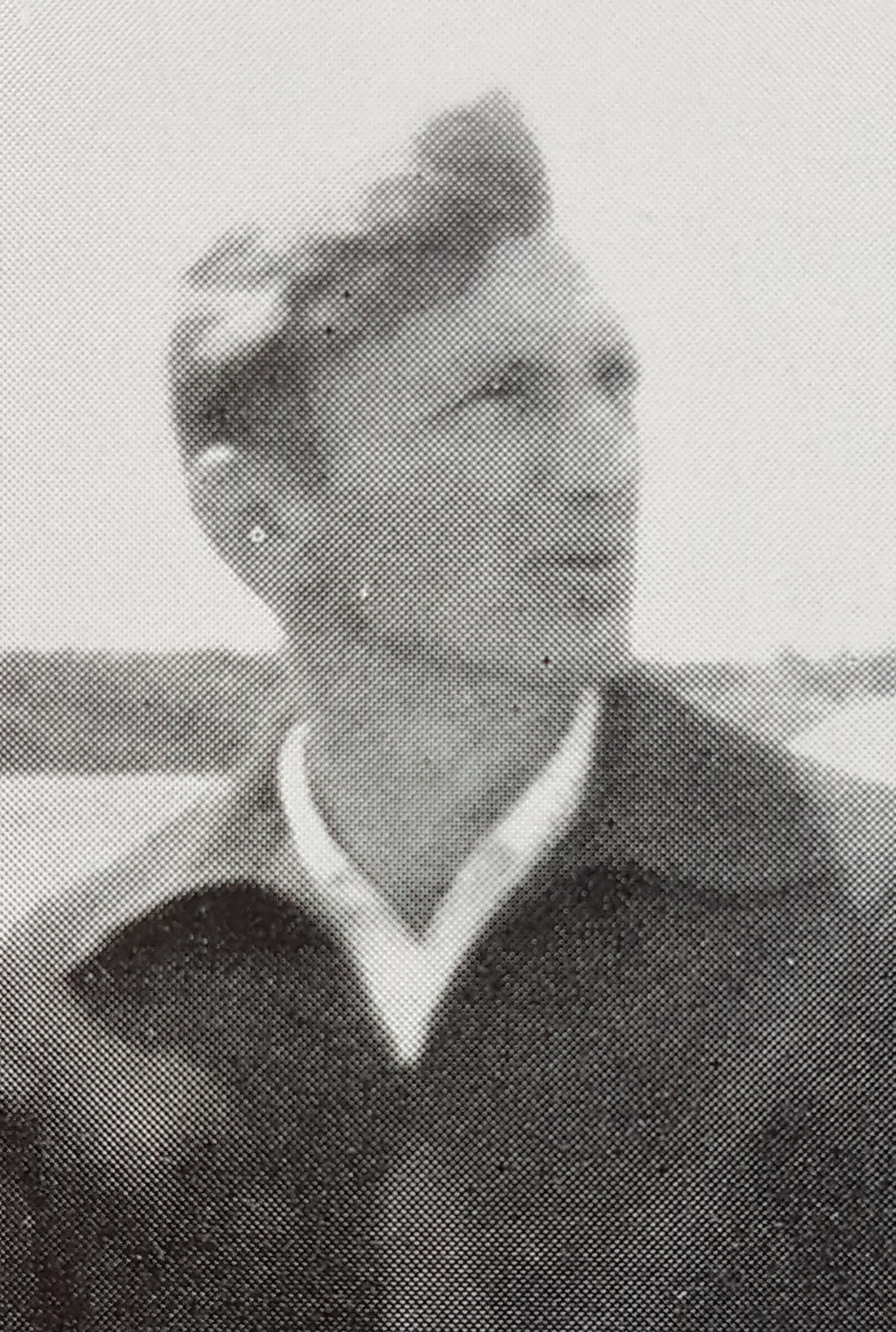
Zvonimir Rain

- 1, B. Komac och Z. Rain, Jugoslavien

VM 1956, Saint-Yan, Frankrike
Tävlingen blev inte någon riktigt stor tävling eftersom det var svårfluget väder och därmed blev tävlingsuppgifterna komplicerade. Eftersom fotoförbud rådde från luften kontrollerades brytpunkterna med duksignaler på marken, knepigt nog gällde detta förbud endast fransmän, men övriga nationaliteter rekommenderades att inte visa upp brytpunktskameran för eventuellt uppdykande gendarmer. Vid tävlingsdagen den 6 juli havererade brasilianaren Da Dosa i bergen och bröt ett ben, och sista tävlingsdagen inträffade ett haveri som höll på att kosta amerikanen Bill Ivans livet.

### Resultat VM 1956

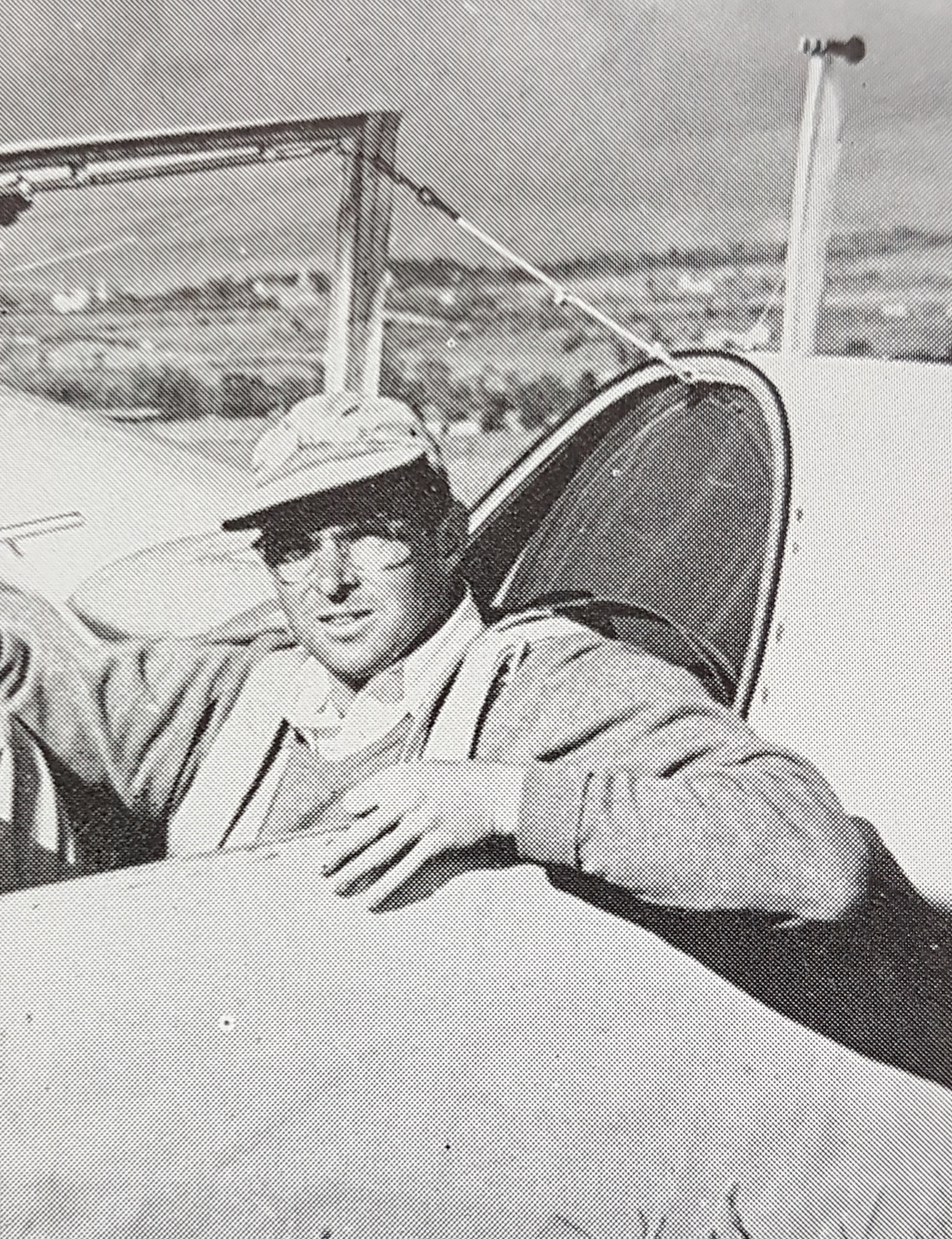
Paul McCready

- 1, Paul McCready, USA, i Bréguet 901, 4 891 poäng
- 2, Juez, Spanien, i Slingsby Sky, 3 806 poäng
- 3, Rorzelak, Polen, i Jaskolka 3 576 poäng
- 12, Per-Axel Persson, Sverige, Weihe, 2 887 poäng

### Resultat VM 1956 tvåsitsiga flygplan

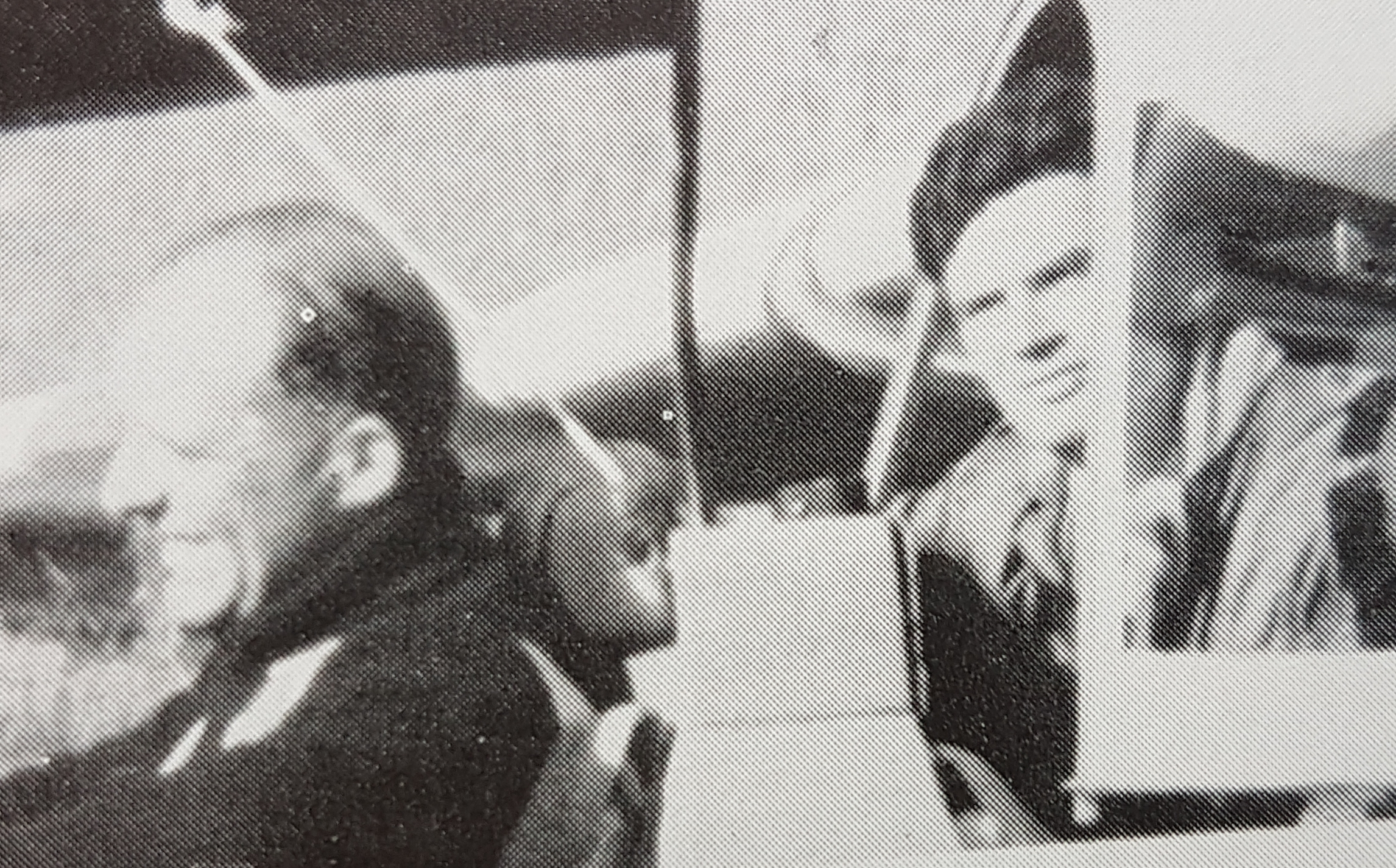
Nick Goodhart and Frank Foster

- 1, Nick Goodhart och Frank Foster, Storbritannien

VM 1958, Leszno, Polen
Inför tävlingarna i Leszno infördes nya tävlingsbestämmelser samt tävlingsklasserna Standard och Open medan klassen tvåsitsiga flygplan togs bort. Samtidigt utarbetade Nils Söderberg en ny matematisk formel för poängberäkningen, med dessa ändringar skapades den mer moderna tävlingsform som fortfarande används. Till tävlingarna var 61 deltagare från 23 nationer anmälda. Organisationen av tävlingen var i stort sett bra, men språkproblemen tvingade tävlingsledningen att införa även engelska vid sidan av franska och polska som officiella språk. Under träningsveckan före tävlingen passade Irve Silesmo på att sätta nytt svenskt rekord på 200 och 300 km triangelbana.

### Resultat VM 1958 Standardklassen

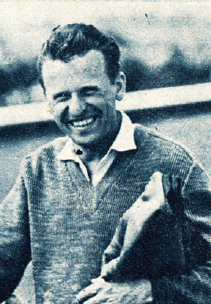
Adam Witek

- 1, Adam Witek, Polen, i Mucha, 5 232 poäng
- 2, Per-Axel Persson, Sverige, i Zugvogel IV, 5 086 poäng
- 3, Heinz Huth, Västtyskland, i Ka 6, 5 021 poäng
- 14, Irve Silesmo, Sverige, Zugvogel IV, 3 352 poäng

### Resultat VM 1958 Open-klassen

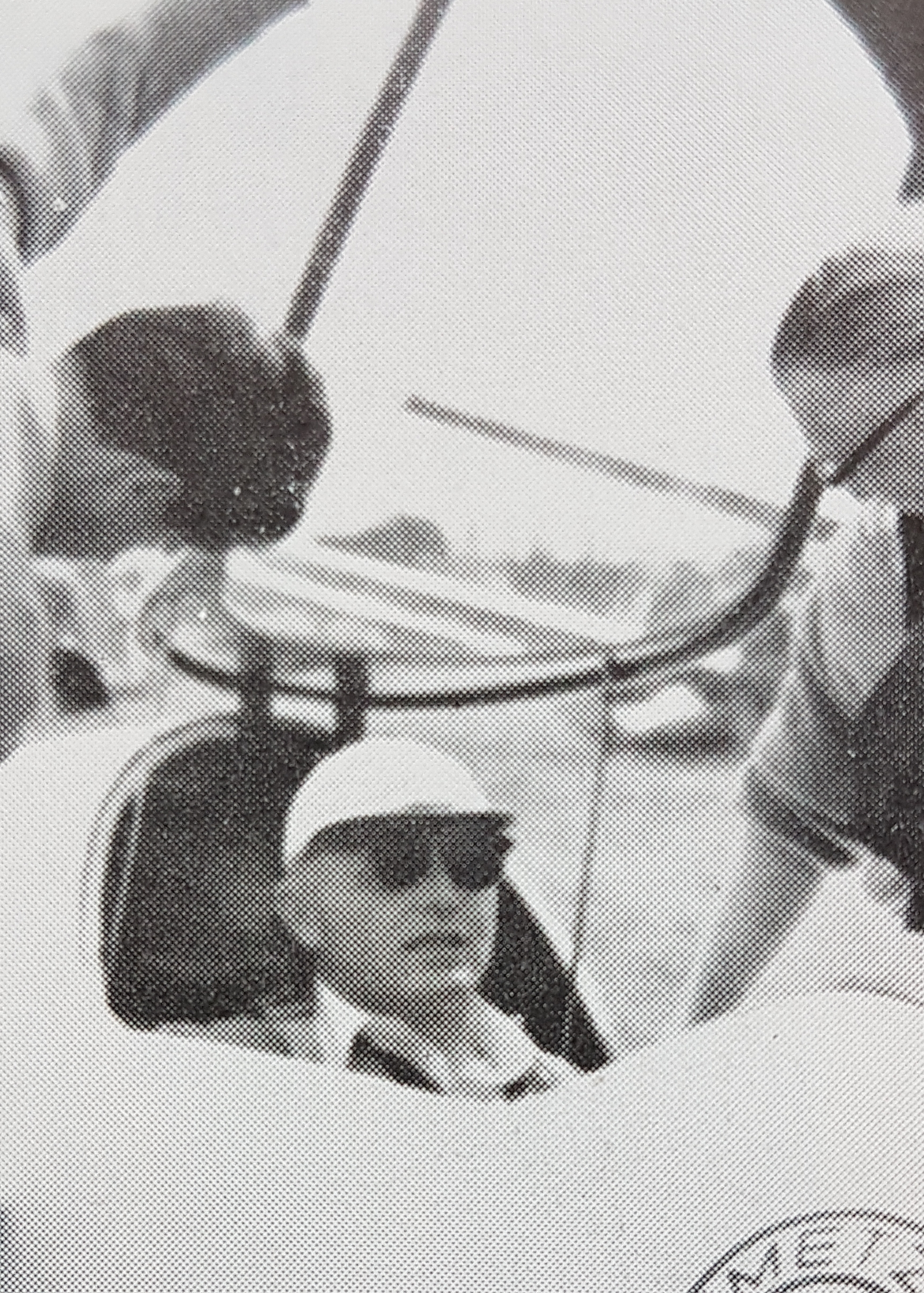
Günter Haase

- 1, Günter Haase, Västtyskland, i HKS-3, 5 651 poäng
- 2, Nic Goodhart, Storbritannien, i Skylark 3, 5 172 poäng
- 3, R. Mestan, Tjeckoslovakien, i Zugvogel 3, 5 124 poäng
- 15, Harry Molander, Sverige, Zugvogel 3, 3 937 poäng

VM 1960, Köln, Västtyskland
Till tävlingarna var 55 piloter från 23 nationer anmälda. På grund av den täta flygtrafiken runt Köln var molnflygning inte tillåten.

### Resultat VM 1960 Standardklassen

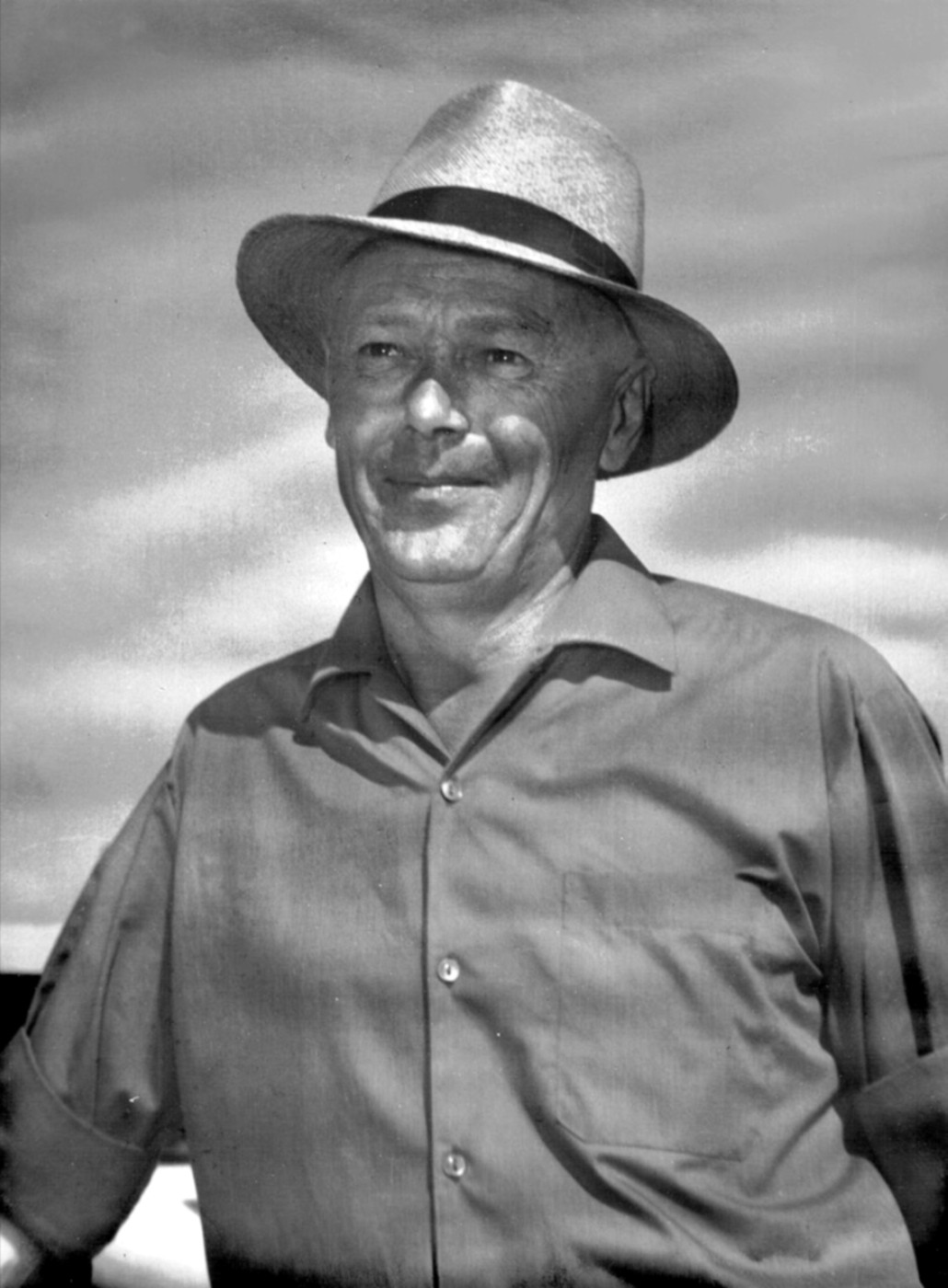
Heinz Huth

- 1, Heinz Huth, Västtyskland, i Ka 6, 5 619,1 poäng
- 2, G Münch, Brasilien, i Ka 6, 5 237,8 poäng
- 3, Adam Witek, Polen, i Foka, 5 201,9 poäng
- 22, Per-Axel Persson, Sverige, i Zugvogel IV, 3 051,3 poäng

### Resultat VM 1960 Open-klassen

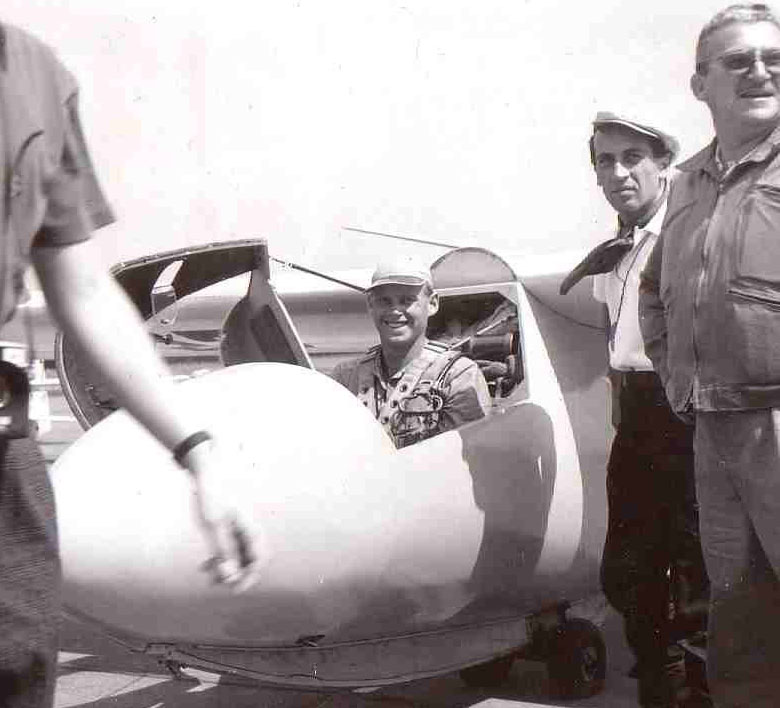
Rolf Hossinger

- 1, Rolf Hossinger, Argentina, i Skylark 3, 5 102,7 poäng
- 2, Edward Makula, Polen, i Zefir, 5 079,1 poäng
- 3, J. Popiel, Polen, i Zefir, 5 020,7 poäng
- 5, Sven "Fakiren" Jonsson, Sverige, Zugvogel IV, 4 443,6 poäng

VM 1963, Junin, Argentina
Till tävlingarna i Junin var 23 nationer representerade med 38 deltagare anmälda i Standard och 25 deltagare i Open. Tävlingarna genomfördes på flygplatsen Laguna de Gomes. Under sista tävlingsdagen råkade holländaren Breunissen överskrida max tillåtna flyghastighet med sin Skylark III, som fick vingflutter och vingbrott varvid flygplanet singlade rakt ner mot startområdet. Breunissen lyckades ta sig ur flygplanet och tog sig ner med fallskärm medan flygplanet landade 50 meter från startplatsen.

### Resultat VM 1963 Standardklassen

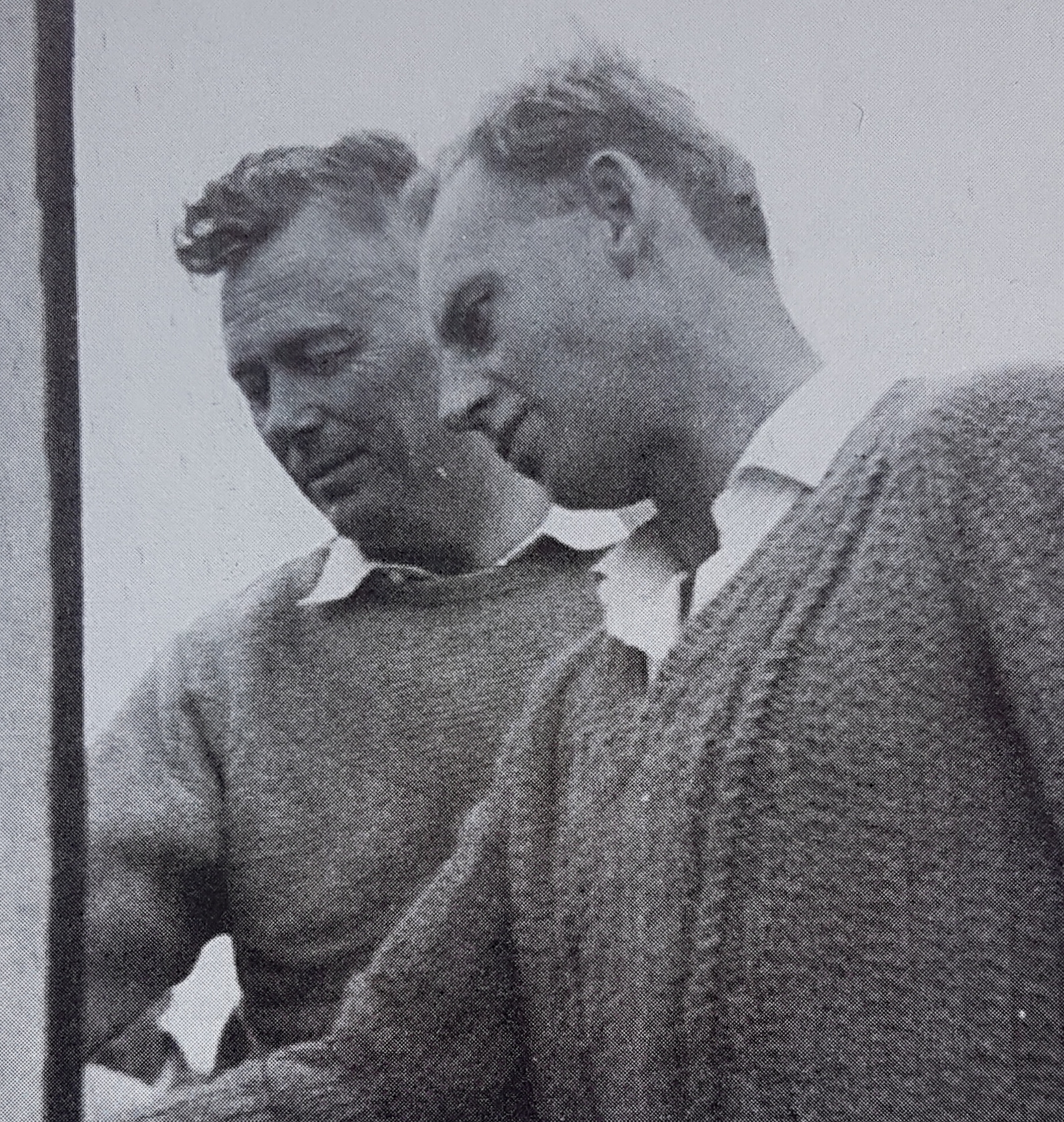
Heinz Huth och Rolf Hossinger

- 1, Heinz Huth, Västtyskland, i Ka 6, 6 221,0 poäng
- 2, Laciny, Frankrike, i Edelweiss, 5 356,5 poäng
- 3, Horma, Finland, i Vasama, 5 291,1 poäng
- 19, Sture Rodling, Sverige, Ka 6, 4 401,7 poäng

### Resultat VM 1963 Open-klassen

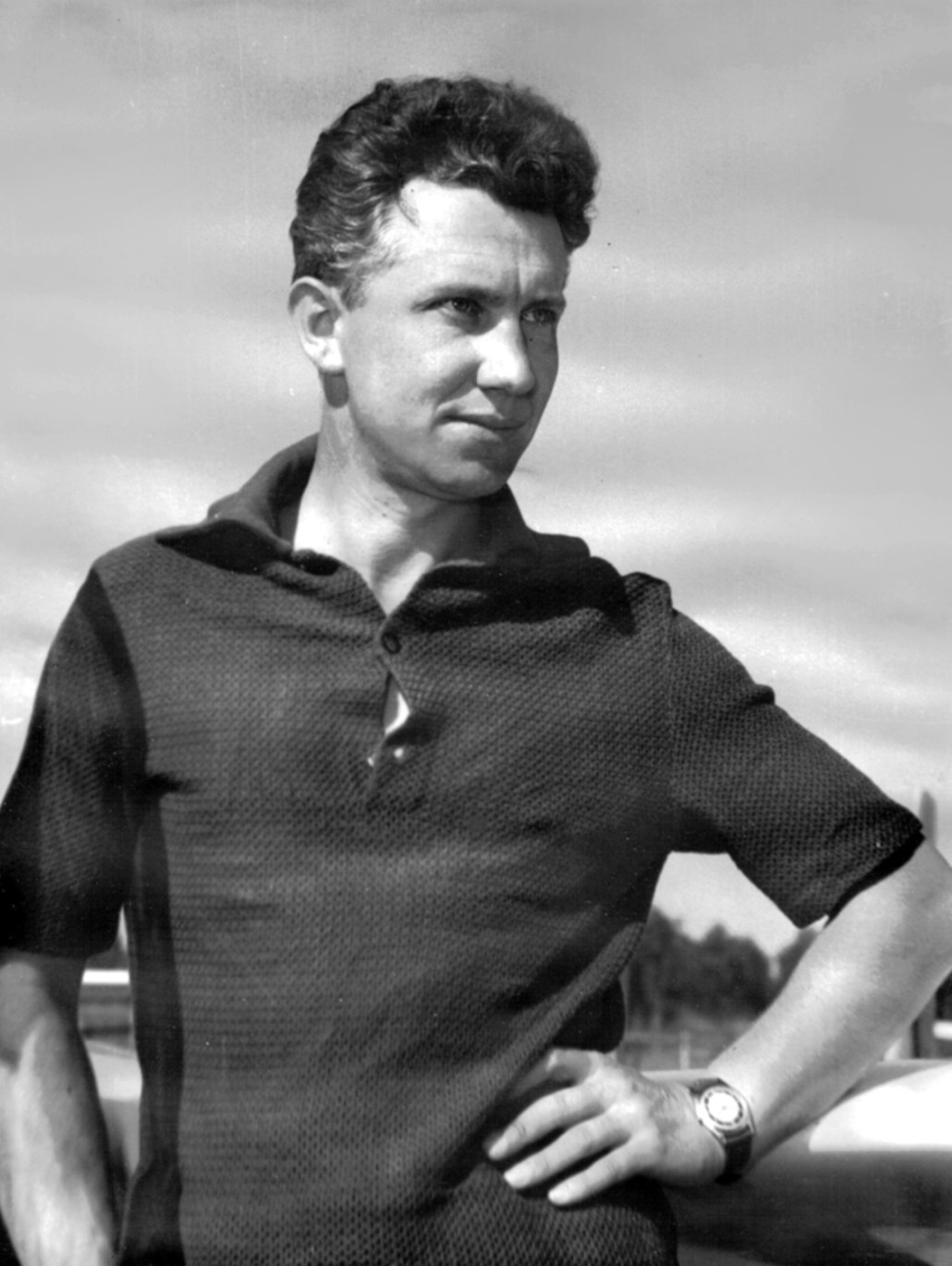
Edward Makula

- 1, Edward Makula, Polen, i Zefir, 6 107,1 poäng
- 2, J. Popiel, Polen, i Zefir, 5 638,4 poäng
- 3, Schreder, USA, i HP-II, 5 370,7 poäng

VM 1965, South Cerney, England Vid tävlingarna deltog 86 tävlande från 28 nationer. Samtidigt med tävlingarna genomfördes OSTIV-kongressen, som tilldelade Slingsby Sailplanes OSTIV-priset för fabrikens konstruktion av Dart 15

### Resultat VM 1965 Standardklassen
- 1, Francois Henry, Frankrike, i Edelweiss, 4 945 poäng
- 2, M. Ritzi, Schweiz, i Elfe, 4 798 poäng
- 3, F. Kepka, Polen, i Foka 4, 4 627 poäng
- 17, Per-Axel Persson, Sverige, i Vasama, 3 830 poäng

### Resultat VM 1965 Open-klassen

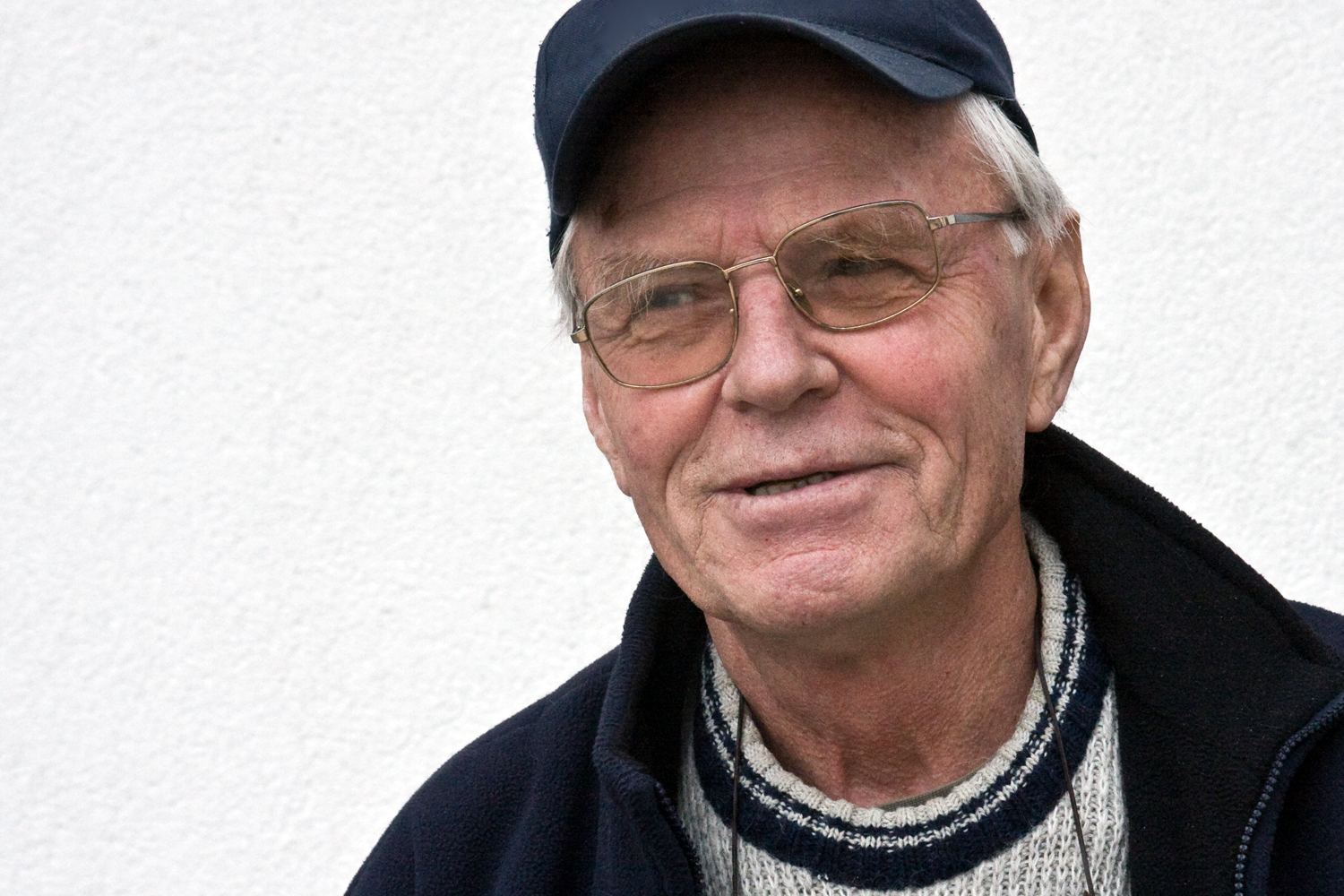
Jan Wróblewski

- 1, Jan Wroblewski, Polen, i Foka 4 5 263 poäng
- 2, R. Spänig, Västtyskland, i D-36, 5 164 poäng
- 3, R. Kuntz, Västtyskland, i SHK-1, 4 990 poäng
- 35, Irve Silesmo, Sverige, i Ka 6Cr, 2 138 poäng

VM 1968, Leszno, Polen Tävlingen kom att bli det största VM genom tiderna med 105 tävlande från 32 nationer.

### Resultat VM 1968 Standardklassen
- 1, Andrew Smith, USA, i Elfe S-3, 5 595 poäng
- 2, Per-Axel Persson, Sverige, i Libelle, 5 459 poäng
- 3, Rudolf Lindner, Västtyskland, i Bölkow Phoebus, 5 444 poäng
- 13, Sture Rodling, Sverige, i Libelle, 4 626 poäng

### Resultat VM 1968 Open-klassen
- 1, Harro Wödl, Österrike, i Cirrus 5 730 poäng
- 2, Göran Ax, Sverige, i Bölkow Phoebus, 5 699 poäng
- 3, Ruedi Seiler, Schweiz, i Diamant, 5 673 poäng
- 33, Göte Olsson, Sverige, i Bölkow Phoebus, 3 879 poäng

VM 1970, Marfa, Texas, USA vid tävlingarna deltog 79 tävlande från 24 nationer. Detta var det första VM där hastighetstävlingar på slutna banor dominerade. Tävlingen omfattade 9 deltävlingar varav 7 stycken var hastighetsflygningar.

### Resultat VM 1970 Standardklassen
- 1, Helmut Reichmann, Västtyskland, i LS-1, 8663 poäng
- 2, Jan Wroblewski, Polen, i Cobra 15, 8228 poäng
- 3, Franciszek Kepka, Polen, i Cobra 15, 8084 poäng
- 31, Walter Hansson, Sverige, i Libelle, 6847 poäng

### Resultat VM 1970 Open-klassen
- 1, George Moffat, USA, i Nimbus 8323 poäng
- 2, Hans-Werner Grosse, Västtyskland, i ASW 12, 8036 poäng
- 3, Michel Mercier, Frankrike, i ASW 12, 7811 poäng
- 13, Åke Pettersson, Sverige, i Diamant, 7208 poäng

VM 1972, Vrsac, Jugoslavien 89 deltagare från 28 nationer deltog i tävlingarna. Tävlingen kom att bli de mest dramatiska med två dödsolyckor och två fallskärmsräddningar. Den fjärde tävlingsdagen kom ungraren Lajos Warkozi i en Cobra 15 troligen in i ett cumulonimbus moln och man drar den slutsatsen att flygplanet blev svårt nedisat och att det gått i spinn, huven var fastfrusen så att föraren inte kunnat öppna den för att genomföra ett nödhopp med fallskärm, fyra dagar senare kolliderade kanadensaren Wolfram Mix vid en lågflygning med en rullande lastbil, han ådrog sig mycket svåra skador och avled på ett sjukhus i Belgrad efter ett dygn. Sista tävlingsdagen rammades Åke Petterssons Nimbus 2 av delar från Guernsey-piloten David Innes LS-1 som brutits sönder i luften, båda piloterna räddade sig med fallskärm. Petterssons flygplan dalade sakta mot marken och hejdades i sista fasen av en träddunge, inte värre skadat än att det senare kunde repareras. 

### Resultat VM 1972 Standardklassen
- 1, Jan Wroblewski, Polen, i SZD-43 Orion, 5 529 poäng
- 2, Eugen Rudensky, Sovjetunionen, i ASW 15, 5 219 poäng
- 3, Franciszek Kepka, Polen, i SZD-43 Orion, 5 107 poäng
- 13, Gunnar Karlsson, Sverige, i Cirrus, 4 457 poäng

### Resultat VM 1972 Open-klassen

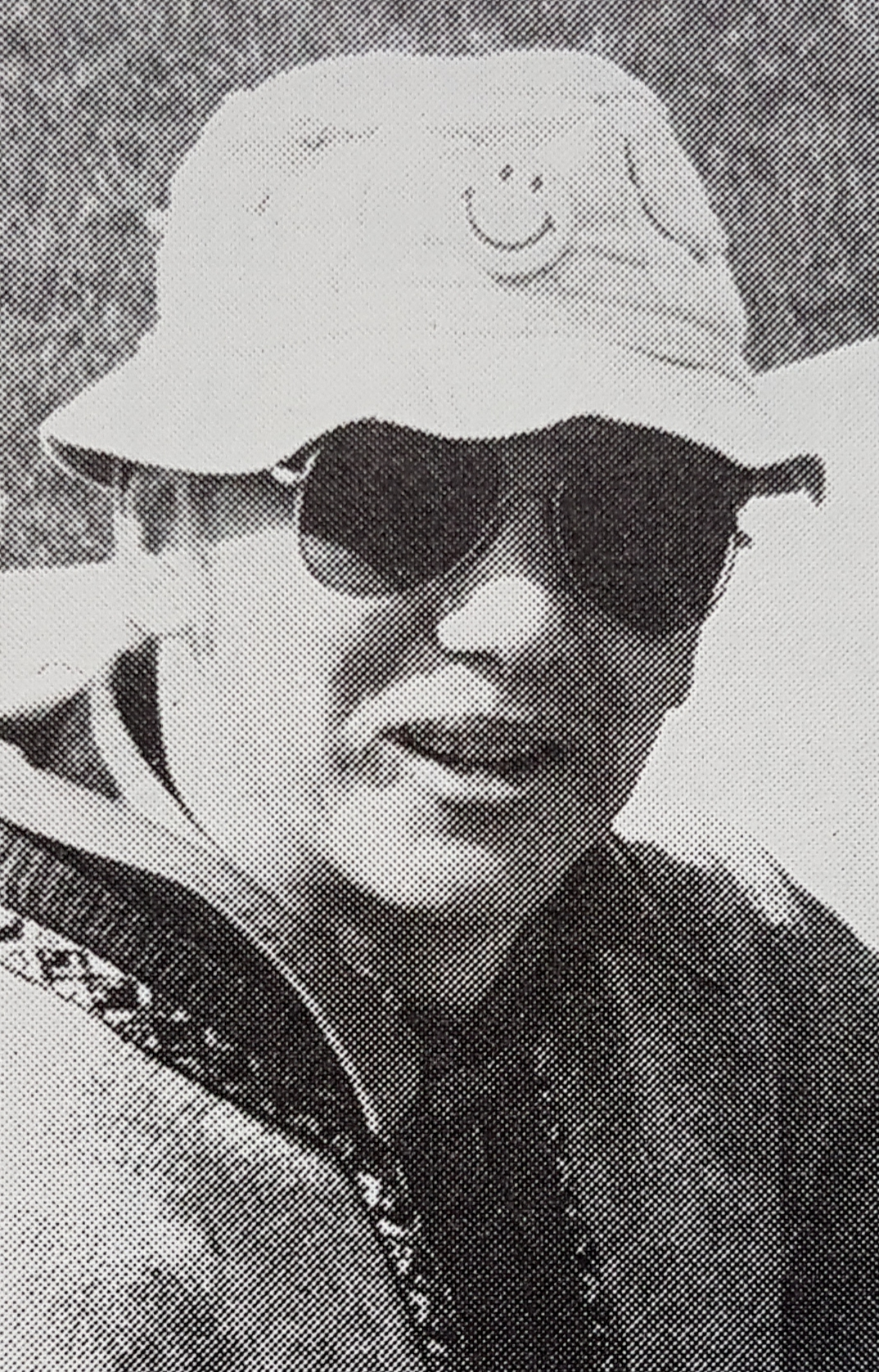
Göran Ax

- 1, Göran Ax, Sverige, i Nimbus 2 5 816 poäng
- 2, Matias Viitanen, Finland, i ASW 17, 5 779 poäng
- 3, Stanislav Kluk, Polen, i Jantar, 5 760 poäng
- 29, Åke Pettersson, Sverige, i Nimbus 2, 3 889 poäng

VM 1974, Waikerie, Australien Premiärminister Gough Whitlam invigde tävlingarna som samlat 67 deltagare från 22 nationer. Tävlingarna omfattade 11 tävlingsdagar, i standardklassen genomfördes nio hastighetsflygningar och i Openklassen genomfördes tio hastighetsflygningar. I Open och Standard flögs totalt en distans på 238 740 km vilket motsvarar nästan sex gånger jorden runt vid ekvatorn.

### Resultat VM 1974 Standardklassen
- 1, Helmut Reichmann, Västtyskland, i LS-2, 9 325 poäng
- 2, Ingo Renner, Australien, i Cirrus, 9 296 poäng
- 3, Franciszek Kepka, Polen, i Jantar, 9 266 poäng
- 11, Göran Andersson, Sverige, i Cirrus, 8 367 poäng

### Resultat VM 1974 Open-klassen
- 1, George Moffat, USA, i Nimbus 2 10 635 poäng
- 2, Bernt Zegels, Belgien, i Kestrel, 10 227 poäng
- 3, Hans-Werner Grosse, Västtyskland, i ASW 17, 10 059 poäng
- 7, Göran Ax, Sverige, i Nimbus 2, 9 245 poäng

VM 1976, Räyskälä, (Loppis), Finland lockade 85 deltagare från 24 nationer. Trots att briefing och väderinformationen sköttes mycket bra blev inte vädret vad meteorologerna och tävlingspiloterna önskade, varför vädret spelade en negativ roll för tävlingens genomförande.

### Resultat VM 1976 Standardklassen
- 1, Ingo Renner, Australien, i PIK 20B, 4 056 poäng
- 2, Gunnar Karlsson, Sverige, i PIK 20B, 4 048 poäng
- 3, George Burton, Storbritannien, i PIK 20B, 3 924 poäng
- 19, Göran Andersson, Sverige, i PIK 20B, 3 225 poäng

### Resultat VM 1976 Open-klassen

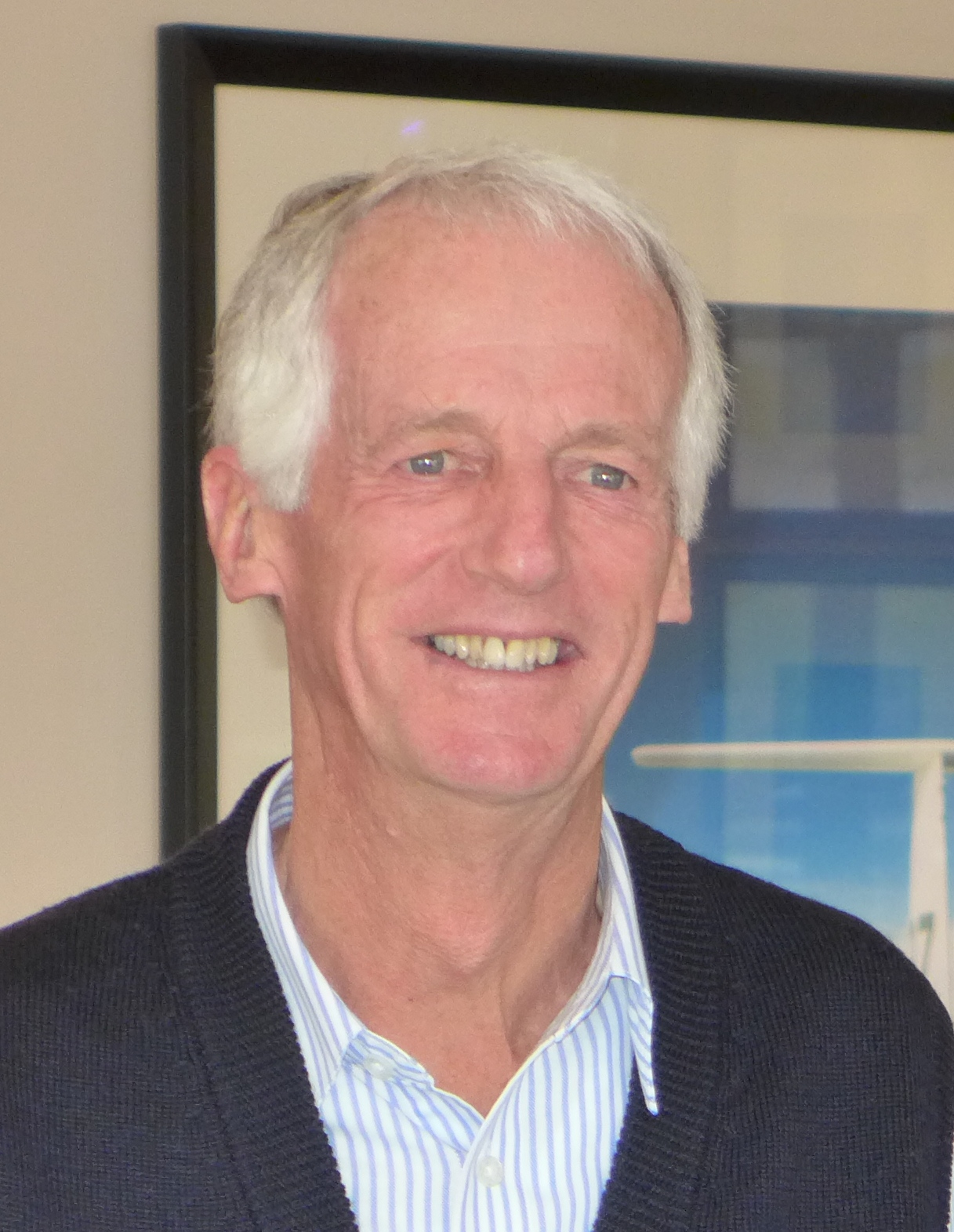
George Lee

- 1, George Lee, Storbritannien, i ASW 17 4 594 poäng
- 2, J. Ziobro, Polen, i Jantar 2, 4 535 poäng
- 3, H. Muszcynski, Polen, i Jantar 2, 4 488 poäng
- 9, Göran Ax, Sverige, i Nimbus 2, 3 572 poäng

VM 1978, Chateauroux, Frankrike Tävlingarna utökades med klassen 15-meters som lockade 23 deltagare, totalt medverkade i alla klasser 79 tävlande från 21 nationer.

### Resultat VM 1978 Standardklassen
- 1, Baer Selen, Nederländerna, i ASW 19, 10 681 poäng
- 2, Leonardo Brigliadori, Italien, i Cirrus, 10 321 poäng
- 3, Michel Recule, Frankrike, i Cirrus, 10 185 poäng
- 13, Åke Pettersson, Sverige, i ASW 19, 9 094 poäng

### Resultat VM 1978 15-metersklassen
- 1, Helmut Rechmann, Västtyskland, i SB 11, 10 544 poäng
- 2, Karl Striedieck, USA, i ASW 20, 10 500 poäng
- 3, Göran Ax, Sverige, i ASW 20, 10 142 poäng

### Resultat VM 1978 Open-klassen
- 1, George Lee, Storbritannien, i Schempp-Hirth Nimbus-3, 6 685 poäng
- 2, Bruno Gantenbrink, Västtyskland, i Nimbus 2, 10 018 poäng
- 3, Francois-Louis Henry, Frankrike, i Nimbus 2, 9 919 poäng

VM 1981, Paderborn, Västtyskland Antalet deltagare blev 81 tävlande från 25 nationer efter att ett flertal lag dragit sig ur tävlingen till följd av Sydafrikas närvaro. I Openklassen tog George Lee sin tredje VM-titel i följd och han är därmed unik i VM-historien. 

### Resultat VM 1981 Standardklassen
- 1, Marc Schroeder, Frankrike, i Rolladen-Schneider LS4, 5 769 poäng
- 2, Swein Kristiansen, Norge, i LS-4, 5 755 poäng
- 3, Gabriel Chenevoy, Frankrike, i LS-4, 5 732 poäng
- 22, Göran Andersson, Sverige, i Jantar, 3 093 poäng

### Resultat VM 1981 15-metersklassen

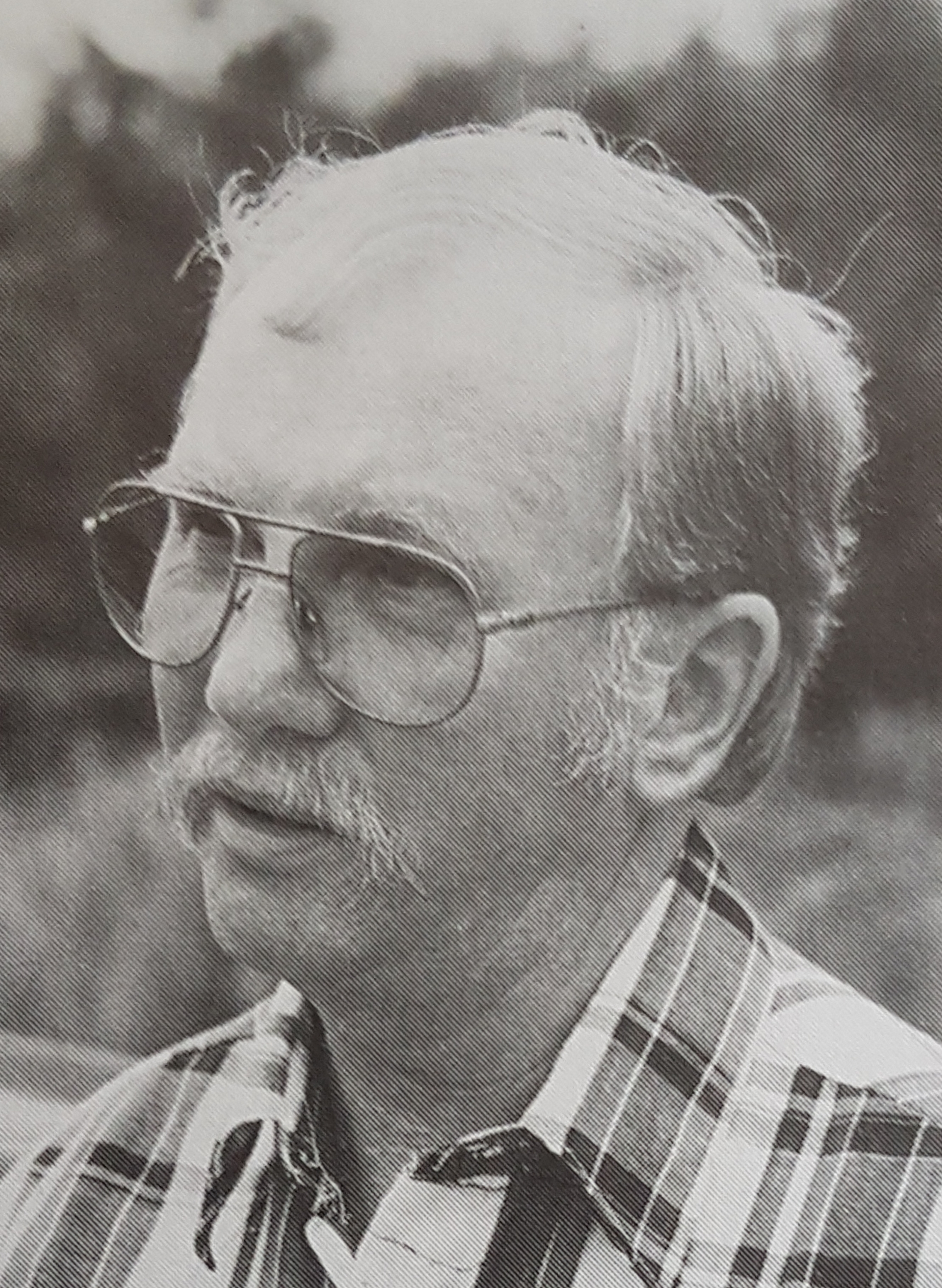
Göran Ax

- 1, Göran Ax, Sverige, i Alexander Schleicher ASW 20, 5 223 poäng
- 2, Åke Pettersson, Sverige, i ASW 20, 5 180 poäng
- 3, Daniel Paré, Nederländerna, i Ventus B, 4 836 poäng

### Resultat VM 1981 Open-klassen
- 1, George Lee, Storbritannien, i Nimbus 3 6 685 poäng
- 2, Klaus Holighaus, Västtyskland, i Nimbus 3, 6 590 poäng
- 3, Bruno Gantenbrink, Västtyskland, i Nimbus 3, 6 358 poäng

VM 1983, Hobbs, New Mexico, USA
- Open  1, Ingo Renner, Australien, i Schempp-Hirth Nimbus-3
- 15-meter  1, Kees Musters, Nederländerna, i Schempp-Hirth Ventus
- Standard  1, Styg Oye, Danmark, i Rolladen-Schneider LS4

VM 1985, Rieti, Italien
- Open  1, Ingo Renner, Australien i Schempp-Hirth Nimbus-3
- 15-meter  1, Doug Jacobs, USA, i Rolladen-Schneider LS6
- Standard  1, Leonardo Brigliadori, Italien, i Schempp-Hirth Discus

VM 1987, Benalla, Australien
- Open  1, Ingo Renner, Australien i Alexander Schleicher ASW 22
- 15-meter  1, Brian Spreckley, Storbritannien, i Rolladen-Schneider LS6
- Standard  1, Markku Kuittinen, Finland, i Schempp-Hirth Discus

VM 1989, Wiener Neustadt, Österrike
- Open  1, Jean-Claude Lopitaux, Frankrike, i Alexander Schleicher ASW 22
- 15-meter  1, Bruno Gantenbrink, Tyskland, i Schempp-Hirth Ventus
- Standard  1, Jacques Aboulin, Frankrike, i Schempp-Hirth Discus

VM 1991, Uvalde, Texas, USA

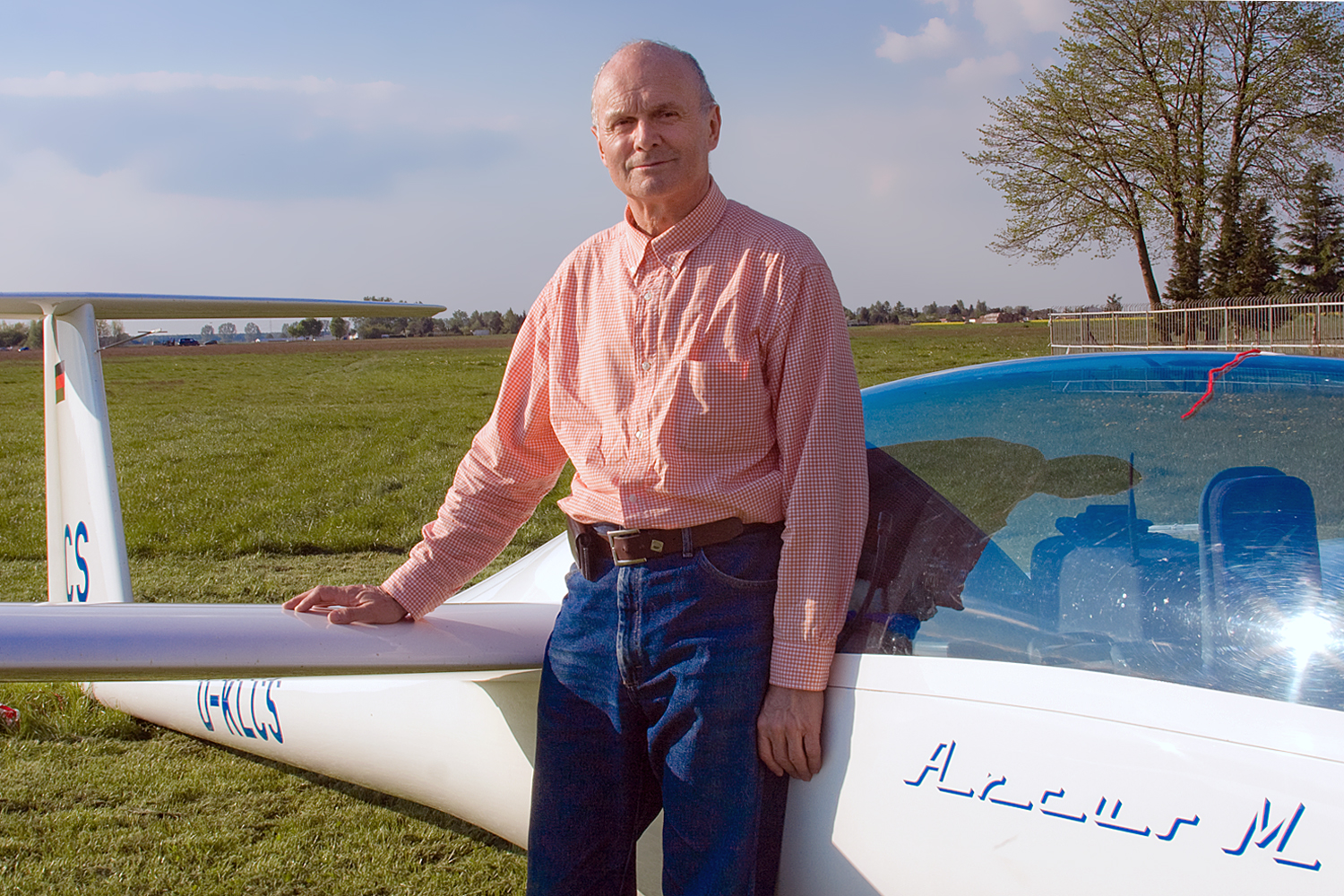
Janusz Centka

- Open  1, Janusz Centka, Polen, i Alexander Schleicher ASW 22
- 15-meter  1, Brad Edwards, Australien, i Rolladen-Schneider LS6
- Standard  1, Baer Selen, Nederländerna, i Schempp-Hirth Discus

VM 1993, Borlänge, Sverige Med 116 tävlande från 25 nationer i alla klasser blev 1993 års VM det största genom åren. Under tävlingsveckorna blev det flera utelandningar, bland annat landade schweizaren Federico L. Blatter i en myr där enda möjligheten att transportera bort flygplanet var med en helikopter. Vid avslutningsceremonin fick han en tavla utförd av konstnären Kjell Fristedt föreställande ett forntida myrlandskap med en vikingahjälm och ett segelflygplan. Det litauiska landslaget som gjorde sitt första deltagande i VM utförde den mest spektakulära ankomsten, 2 st segelflygplan på släp efter en Antonov An-2, bogseringen över Östersjön tog 4½ timme.

### Resultat VM 1993 Open-klassen

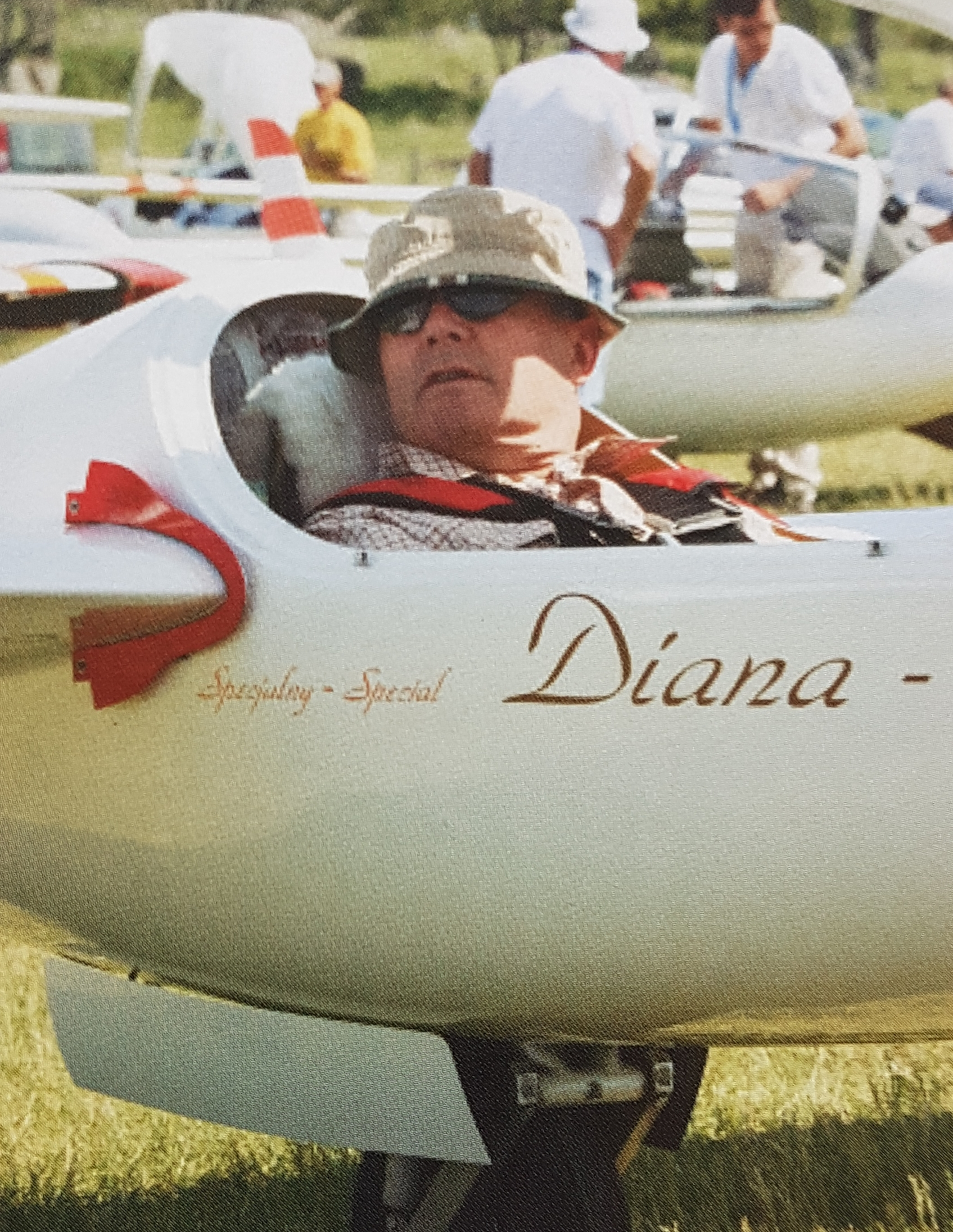
Janusz Centka

- 1, Janusz Centka Polen, i Alexander Schleicher ASW 22 9897 poäng
- 2, Göran Ax, Sverige, i Alexander Schleicher ASW 22 9525 poäng
- 3, Brian Spreckley, Storbritannien i ASH 25 9391 poäng
- 17, G Andersson, Sverige, i Nimbus 3 8069 poäng

### Resultat VM 1993 15-metersklassen
- 1, Gilbert Gerbaud, Frankrike, i Rolladen-Schneider LS6 8220 poäng
- 1, Eric Napoleon, Frankrike, i Rolladen-Schneider LS6 8220 poäng
- 3, W Janowitsch, Österrike, i Ventus b 8216 poäng
- 12, T Hägnander, Sverige, i Rolladen-Schneider LS6 7830 poäng

### Resultat VM 1993 Standardklassen
- 1, Andrew Davis, Storbritannien, i Schempp-Hirth Discus 7285 poäng
- 2, Eric Borgmann, i Schempp-Hirth Discus bT 7069 poäng
- 3, Tomasz Rubaj, Polen, i SZD 55-1 7002 poäng
- 12, Urban Hansson, Sverige, i Crystal 6497 poäng

VM 1995, Omarama, Nya Zeeland Tävlingarna genomfördes på Omarams flygfält som är beläget mitt på Sydön. Till tävlingarna var 23 nationer anmälda. Redan under träningsveckan före tävlingen havererade fransmannen Gherard Lherm då han under svår turbulens förlorade vingspetsarna och flygplanet bröts sönder i luften, Lherm lyckades hoppa med fallskärm och kunde tack vare arrangörerna låna ett nytt flygplan. De tuffa förhållandena bidrog till ytterligare tre stycken haverier och ett par piloter drog sig ur tävlingen, eftersom de ansåg flygningen som alltför farlig.

### Resultat VM 1995 Standardklassen
- 1, Markku Kuittinen, Finland, i Schempp-Hirth Discus a, 8948 poäng
- 2, Brian Spreckley, England, i LS 8, 8758 poäng
- 3, Jaques Aboulin, Frankrike, i Schempp-Hirth Discus, 8683 poäng
- 18, Jan-Ola Nordh, Sverige, i Schempp-Hirth Discus, 7240 poäng

### Resultat VM 1995 15-metersklassen
- 1, Eric Napoleon, Frankrike, i Schempp-Hirth Ventus-2, 8838 poäng
- 2, Justin Wills, England, i LS 6, 8809 poäng
- 3, Gilles Navas, Frankrike, i Schempp-Hirth Ventus-2, 8719 poäng
- 21, Åke Pettersson, Sverige, i LS 6, 6773 poäng

### Resultat VM 1995 Open-klassen
- 1, Ray Lynskey, Nya Zeeland, i Schempp-Hirth Nimbus-4, 9511 poäng
- 2, Uli Schwenk, Tyskland, i ASW 22L, 9215 poäng
- 3, Robert Schroeder, Tyskland, i ASW 22B, 9204 poäng

VM 1997, Château-Arnoux-Saint-Auban, Frankrike En nyhet inför tävlingen var att flygplanens spännvidd mättes med laser, och det uppdagades att flera flygplan var upp till 25 mm för breda, piloterna fick välja mellan straffpoäng eller att modifiera vingarna till rätt spännvidd. De flesta valde att fila på vingarnas infästningar eller med hjälp av en värmepistol värma upp vingen och ändra vinkeln på wingleten.

### Resultat VM 1997 Standardklassen
- 1, Jean-Marc Caillard, Frankrike, i Rolladen-Schneider LS 8a, 7270 poäng
- 2, Jean-Denis Barrois, Frankrike, i Rolladen-Schneider LS 8a, 7136 poäng
- 3, Jean-Claude Lopitaux, Frankrike, i Rolladen-Schneider LS 8, 7056 poäng
- 23, Curt-Olle Ottosson, Sverige, i Rolladen-Schneider LS 8, 5608 poäng

### Resultat VM 1997 15-metersklassen

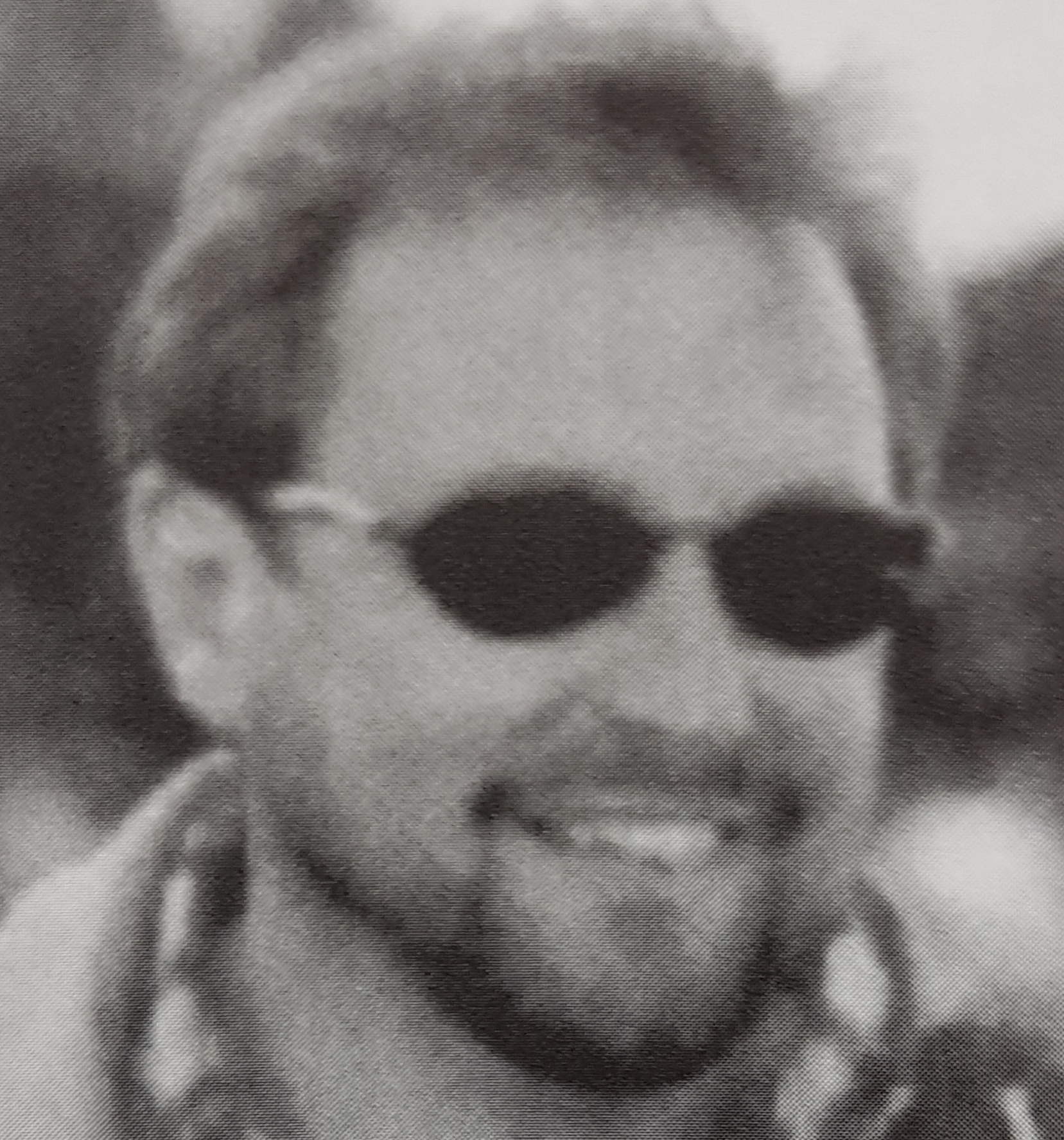
Werner Meuser

- 1, Werner Meuser, Tyskland, i Schempp-Hirth Ventus-2a, 7800 poäng
- 2, Michael Grund, Tyskland, i Schempp-Hirth Ventus-2a, 7674 poäng
- 3, Giorgio Galetto, Italien, i Schempp-Hirth Ventus-2a, 7800 poäng
- 17, Åke Pettersson, Sverige, i Schempp-Hirth Ventus-2, 6451 poäng

### Resultat VM 1997 Open-klassen
- 1, Gerard Lherm, Frankrike, i ASW 22, 7533 poäng
- 2, Didier Hauss, Frankrike, i Nimbus 4, 7523 poäng
- 3, Robert Schroeder, Tyskland, i ASW 22BL, 7518 poäng

VM 1997, Inonu, Turkiet Tävlingen omfattade 7 tävlingsdagar.

### Resultat VM 1997 World klassen
- 1, Frederic Hoyeau, Frankrike, i PZL PW-5, 5622 poäng
- 2, Henry Julien, Frankrike, i PZL PW-5, 5338 poäng
- 3, Jesper Engström, Sverige, i PZL PW-5, 5278 poäng

VM 1999, Bayreuth, Tyskland Till tävlingarna var 122 piloter från 24 nationer anmälda. Från Sverige deltog sju tävlande dessutom omhändertogs Norges enda tävlande av den svenska lagledningen. Under VM flögs sammanlagt 357 253 km, nästan 10 varv runt jorden. Under tävlingen svepte den omtalade solförmörkelsen förbi Bayreuth vid 12:40-tiden den 11 augusti. Parallellt med VM genomfördes den 26:e OSTIV-kongressen.

### Resultat VM 1999 Open-klassen

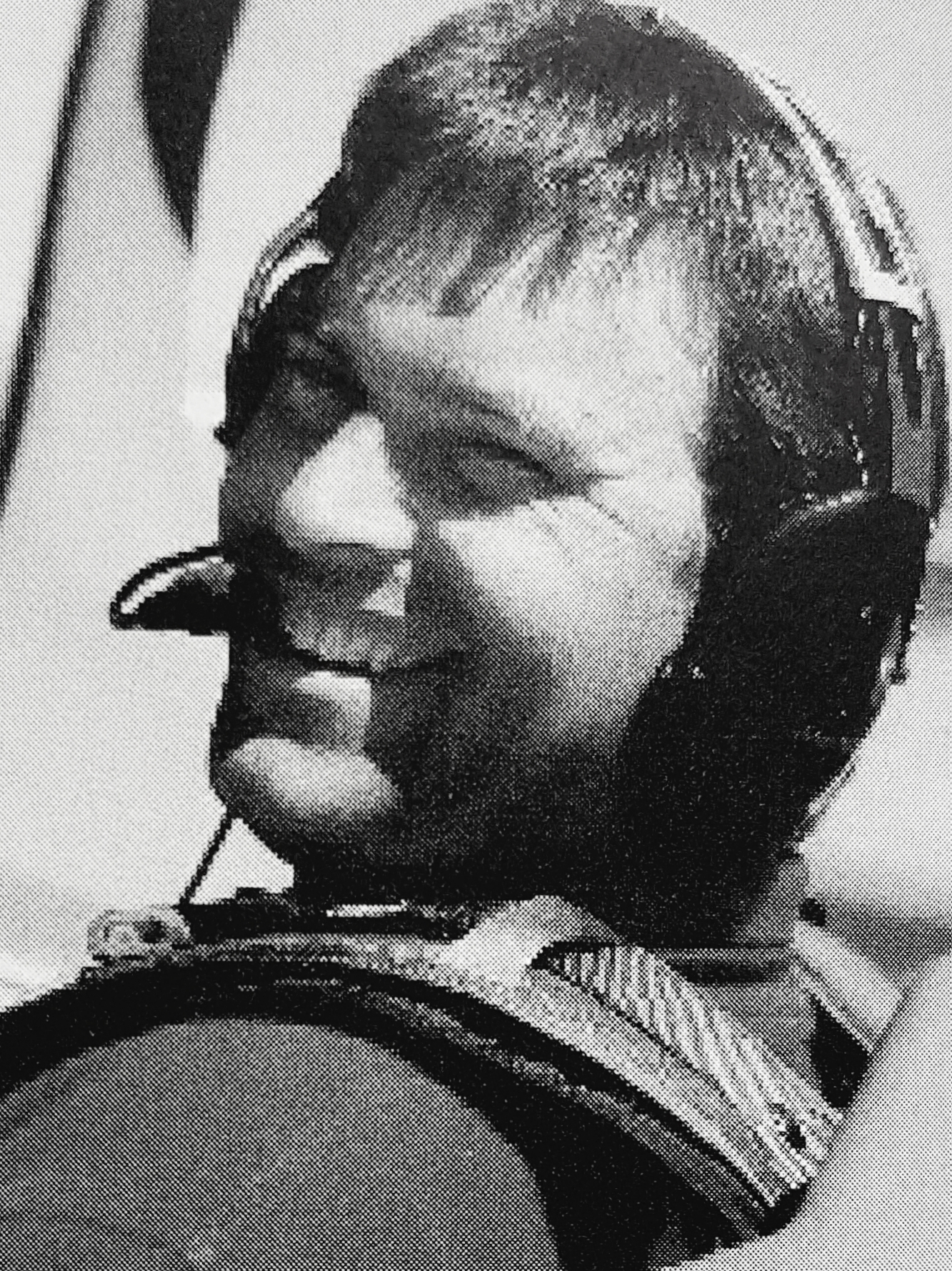
Holger Karow

- 1, Holger Karow, Tyskland, i Schempp-Hirth Nimbus-4, 6 623 poäng
- 2, Jan W. Andersen, Danmark, i Schempp-Hirth Nimbus-4T, 6 578 poäng
- 3, Bruno Gantenbrink, Tyskland, i Schempp-Hirth Nimbus-4T, 6 452 poäng
- 18, Bengt Aronsson, Sverige, i ASH 25E, 6 060 poäng

### Resultat VM 1999 15-metersklassen

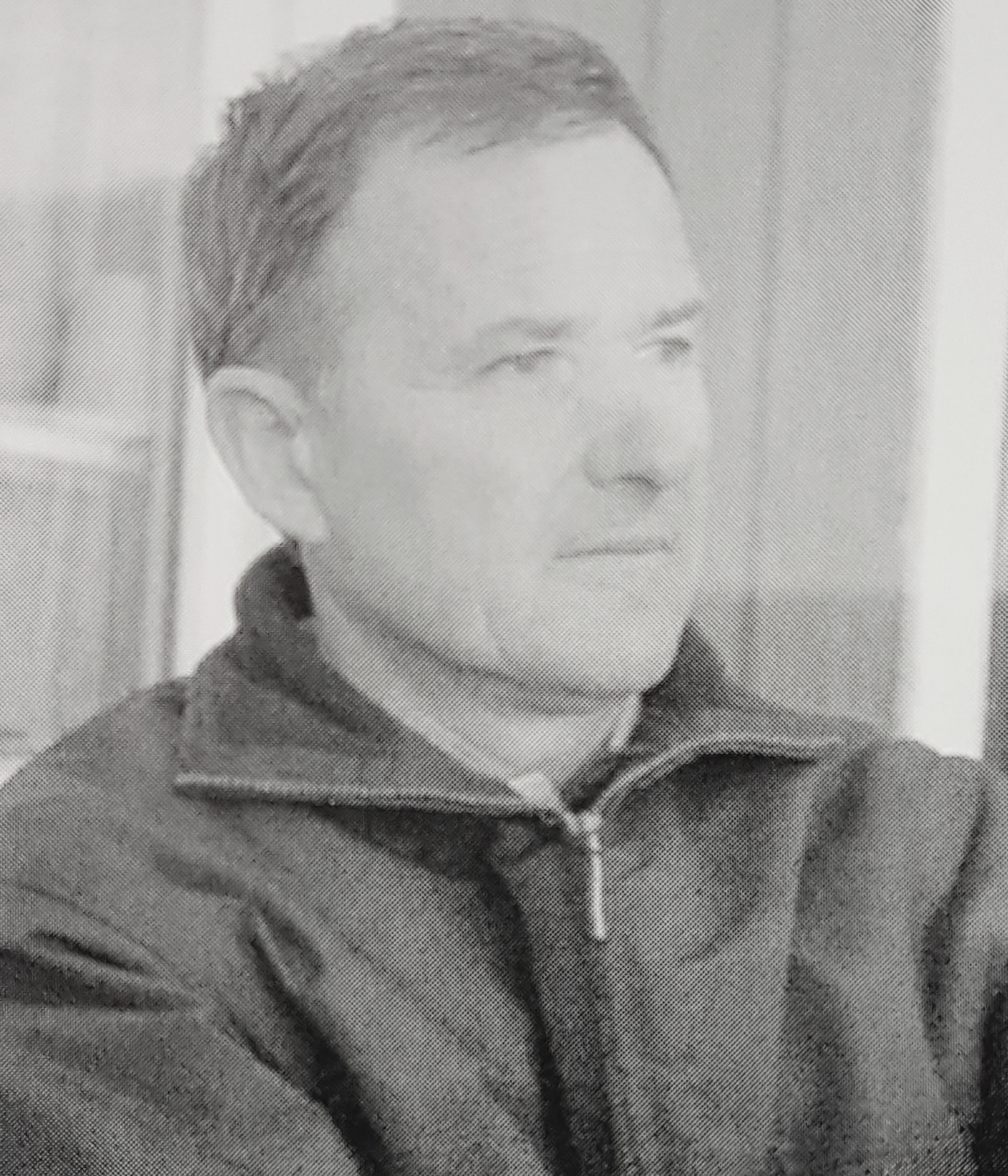
Giorgio Galetto

- 1, Giorgio Galetto, Italien, i Schempp-Hirth Ventus-2a, 6 618 poäng
- 2, Stefano Ghiorzo, Italien, i Schempp-Hirth Ventus-2, 6 537 poäng
- 3, Steven Raimiond, Nederländerna, i ASW 27, 6 463 poäng
- 13, Börje Eriksson, Sverige, i ASW 27, 6 146 poäng

### Resultat VM 1999 Standardklassen
- 1, Jean-Marc Caillard, Frankrike, i Schempp-Hirth Discus-2a, 6 616 poäng
- 2, J. R. P. Coutts, Nya Zeeland, i LS 8, 6 502 poäng
- 3, Laurent Aboulin, Frankrike i Schempp-Hirth Discus-2b, 6 467 poäng
- 10, Jesper Engström, Sverige i LS 8a, 6 355 poäng

VM 1999, Leszno, Polen Tävlingarna lockade 25 deltagare, bland piloterna fanns namnkunniga piloter från andra tävlingsklasser och mästerskap. 
- 1, Henry Julien, Frankrike, i PZL PW-5, 6 114 poäng
- 2, Fredric Hoyeau, Frankrike, i PZL PW-5, 5 882 poäng
- 3, Sebastian Kawa, Polen, i PZL PW-5, 5 333 poäng

VM 2001, Mafeking, Sydafrika Till tävlingarna var 71 deltagare från 21 nationer anmälda. Efter att Anders Hyllander förolyckats i ett flyghaveri på Milano-Linate flygplats svalnade det svenska intresset för att delta, och för första gången någonsin var Sverige inte representerade. Tävlingarna inleddes 17 december och avslutades 30 december.

### Resultat VM Open 2001-klassen

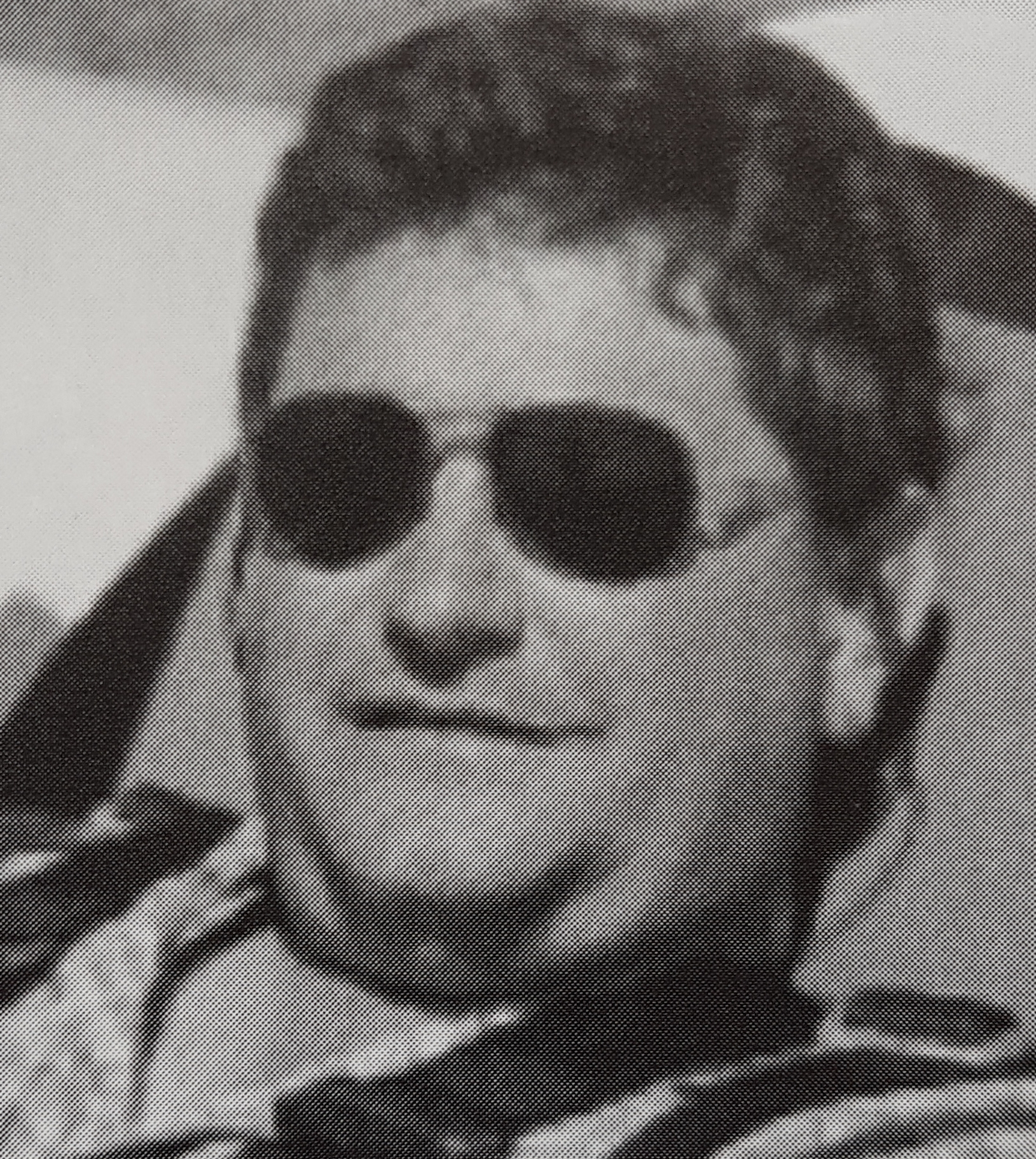
Oscar Goudriaan

- 1, Oscar Goudriaan, Sydafrika, i Alexander Schleicher ASW 22, 8625 poäng
- 2, M Sommer, Tyskland, i Alexander Schleicher ASW 22, 8509 poäng
- 3, A Kunath, Brasilien, i Nimbus 4, 8414 poäng

### Resultat VM 2001 15-metersklassen
- 1, Werner Meuser, Tyskland, i Schempp-Hirth Ventus-2, 8867 poäng
- 2, Steven Raimond, Nederländerna, i ASW 27, 8779 poäng
- 3, J Centka, Polen, i ASW 27, 8619 poäng

### Resultat VM 2001 Standardklassen

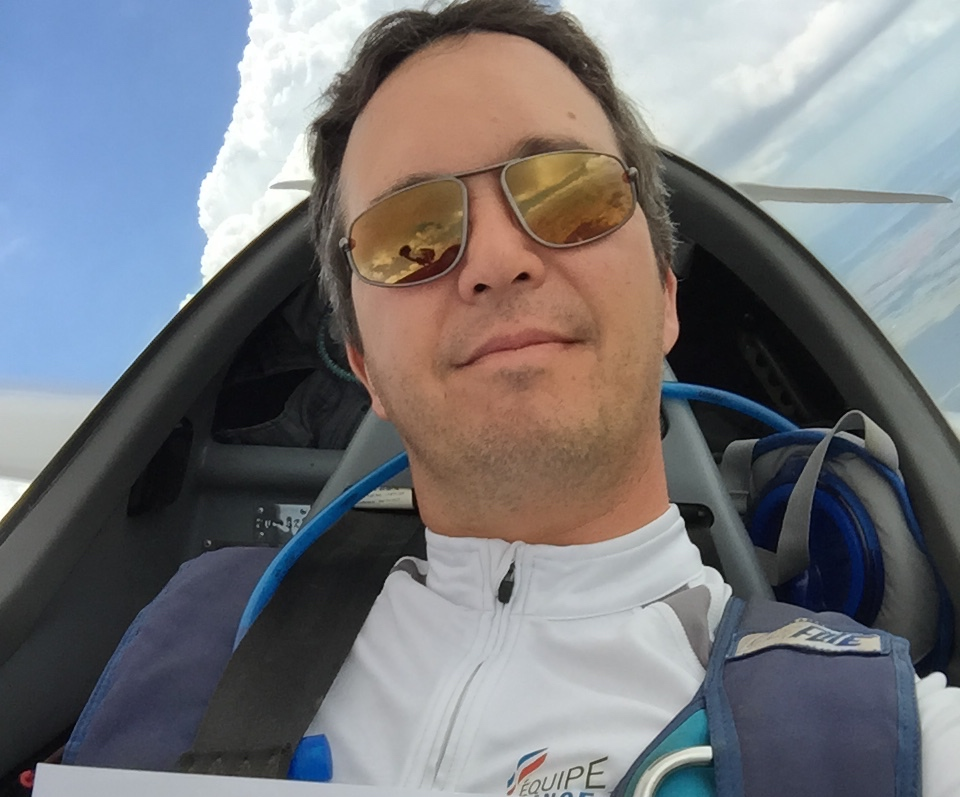
Laurent Aboulin

- 1, Laurent Aboulin, Frankrike, i Schempp-Hirth Discus-2, 8609 poäng
- 2, Mike Young, Storbritannien, i Ls 8, 8596 poäng]
- 3, Jean-Marc Caillard, Frankrike, i Schempp-Hirth Discus-2, 8592 poäng

VM 2001, Gawler, Australien Var den första tävlingen för den nya Klubbklassen. Till tävlingarna var 44 deltagare från 22 nationer anmälda.

### Resultat VM 2001 Klubbklass
- 1, Peter Masson, Storbritannien, i DG-101, 6972 poäng
- 2, Richard Hood, Storbritannien, i Standard Cirrus, 6879 poäng
- 3, Tomas Suchanek, Tjeckien, i Standard Cirrus, 6789 poäng
- 13, Torbjörn Hägnander, Sverige, i LSZ 7, 5814 poäng

VM 2001, Lillo, Spanien
- 18-meter  1, Stephen Jones, Storbritannien, i Schempp-Hirth Ventus-2
- World Klass  1, Olivier Darroze, Frankrike, i PZL PW-5

VM 2002 Freudenstadt, Tyskland Till tävlingarna var det 66 tävlande anmälda, eftersom IGC av säkerhetsskäl inte tillät större startfält än 55 tävlande tvingades man dela in de tävlande i två grupper där länder med två anmälda fick en pilot i vardera gruppen. Under tävlingsperioden genomfördes föreläsningar om Claus Oldmanns världsrekordflygning i Argentina och Gerhard Waibel om framtida utvecklingsmöjligheter för segelflyget.

### Resultat VM 2002 Klubbklass
- 1, Tomas Suchanek, Tjeckien, i Schempp-Hirth Standard Cirrus, 7990 poäng
- 2, Richard Hood, Storbritannien, i Schempp-Hirth Standard Cirrus, 7835 poäng
- 3, Pavel Louzecky , Tjeckien, i Schempp-Hirth Standard Cirrus, 7538 poäng
- 39, Holger Eriksson, Sverige, i LS 1 f, 5847 poäng

VM 2003, Leszno, Polen Till tävlingarna kom 128 tävlande från 31 nationer.

### Resultat VM 2003 Open-klassen
- 1, Holger Karow, Tyskland, i Schempp-Hirth Nimbus-4 11323 poäng
- 2, Janusz Centka, Polen, i ETA, 10891 poäng
- 3, Gerard Lherm, Tyskland,  i Schempp-Hirth Nimbus-4T, 10775 poäng
- 13, Åke Pettersson, Sverige,  i Schempp-Hirth Nimbus-4M, 9063 poäng

### Resultat VM 2003 15-metersklassen

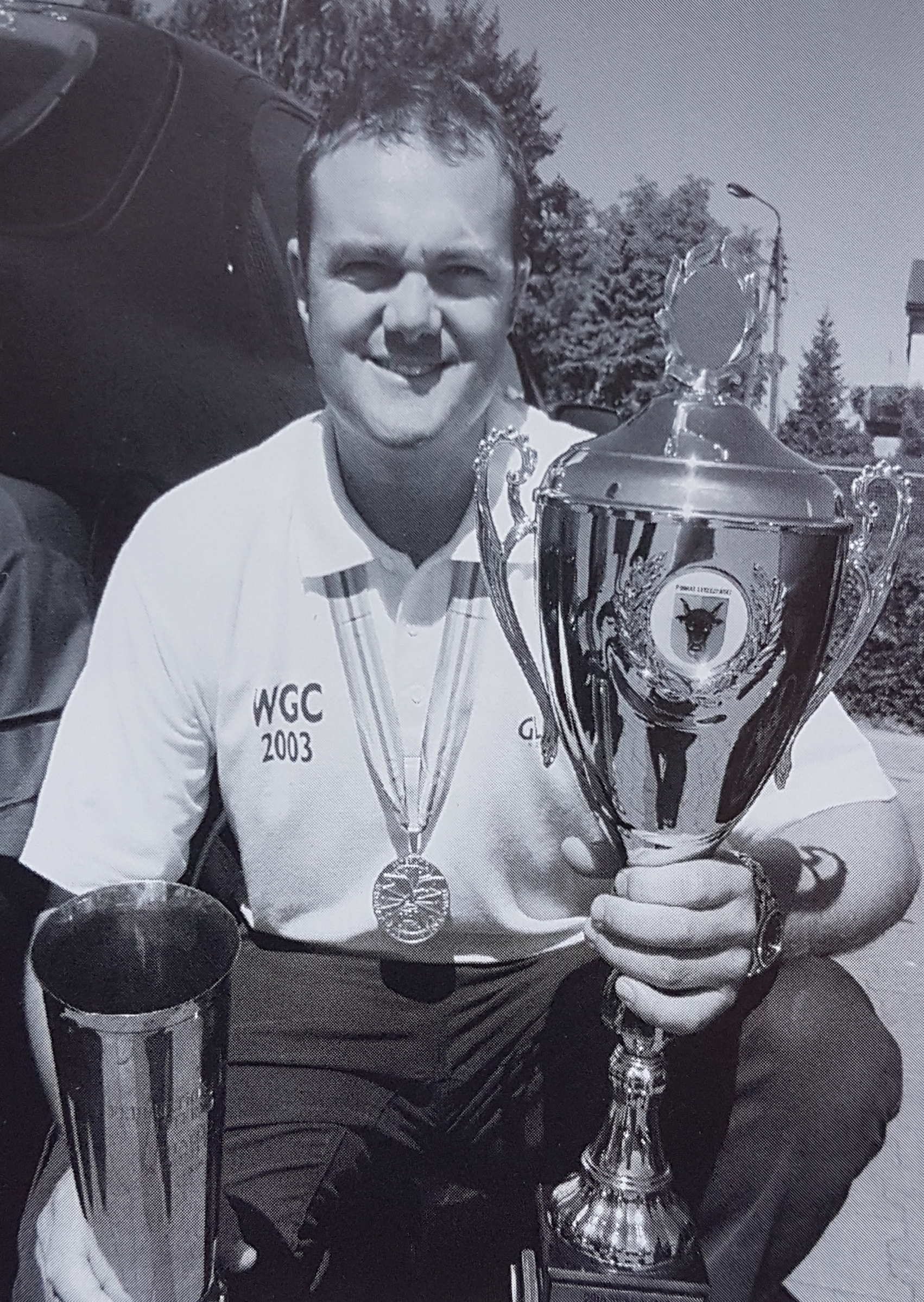
John Coutts

- 1, John Coutts, Nya Zeeland, i Alexander Schleicher ASW 27b 10 347 poäng
- 2, Andreas Allenspach, Schweiz, i ASW 27, 10 199 poäng
- 3, Gyorgy Gulyas, Ungern, i Ventus 2A, 10 044 poäng
- 7, Börje Eriksson, Sverige, i Ventus 2A, 9 812 poäng

### Resultat VM 2003 18-metersklassen

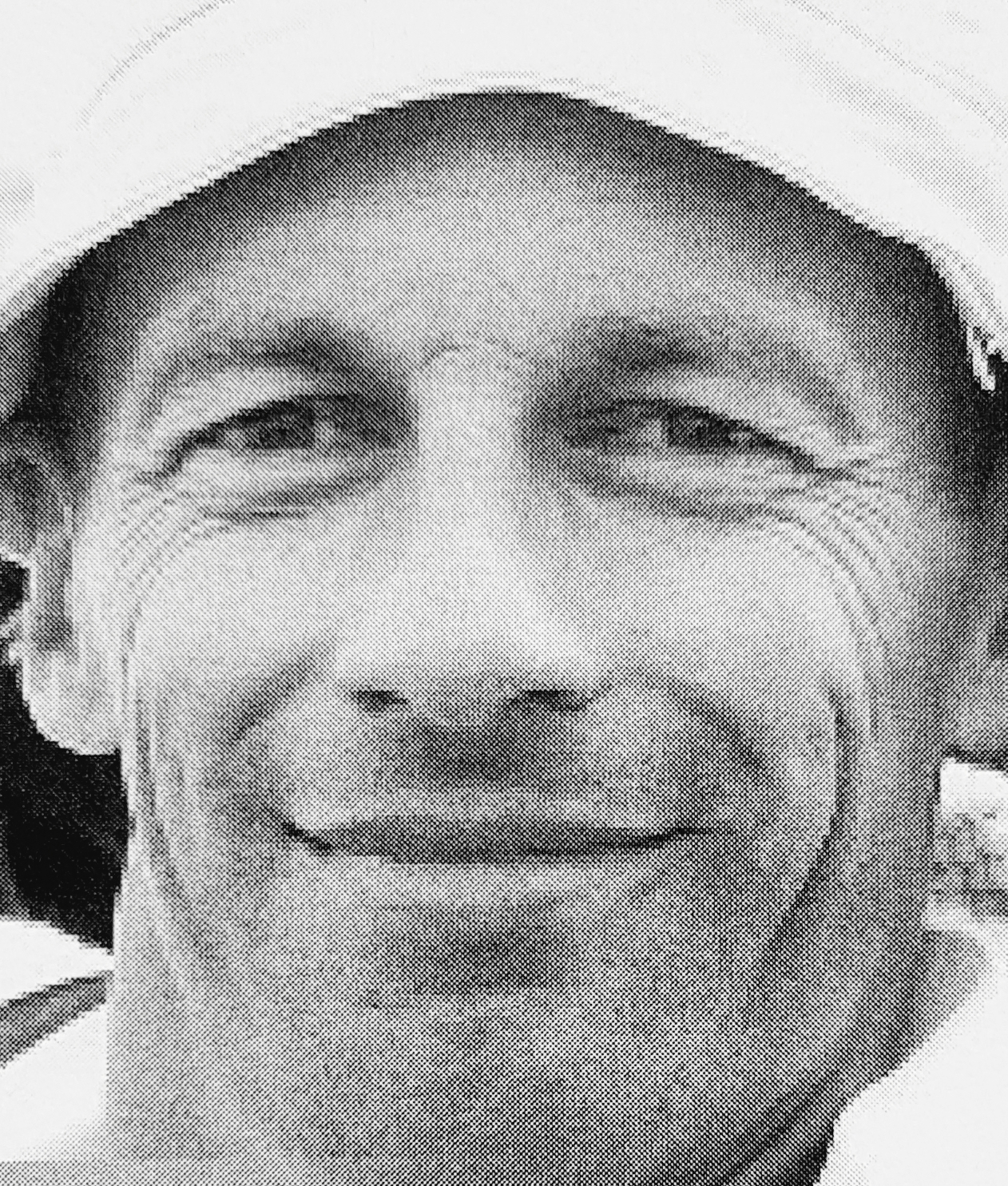
Wolfgang Janowitsch

- 1, Wolfgang Janowitsch, Österrike, i Schempp-Hirth Ventus-2cx, 10 594 poäng
- 2, Stephen Jones, Storbritannien, i Schempp-Hirth Ventus-2cxt, 10 135 poäng
- 3, Philip Jones, Storbritannien, i Schempp-Hirth Ventus-2cxt, 9 978 poäng
- 22, Curt-Olle Ottosson, Sverige, i LS 8-18, 7408 poäng

### Resultat VM 2003 Standardklassen

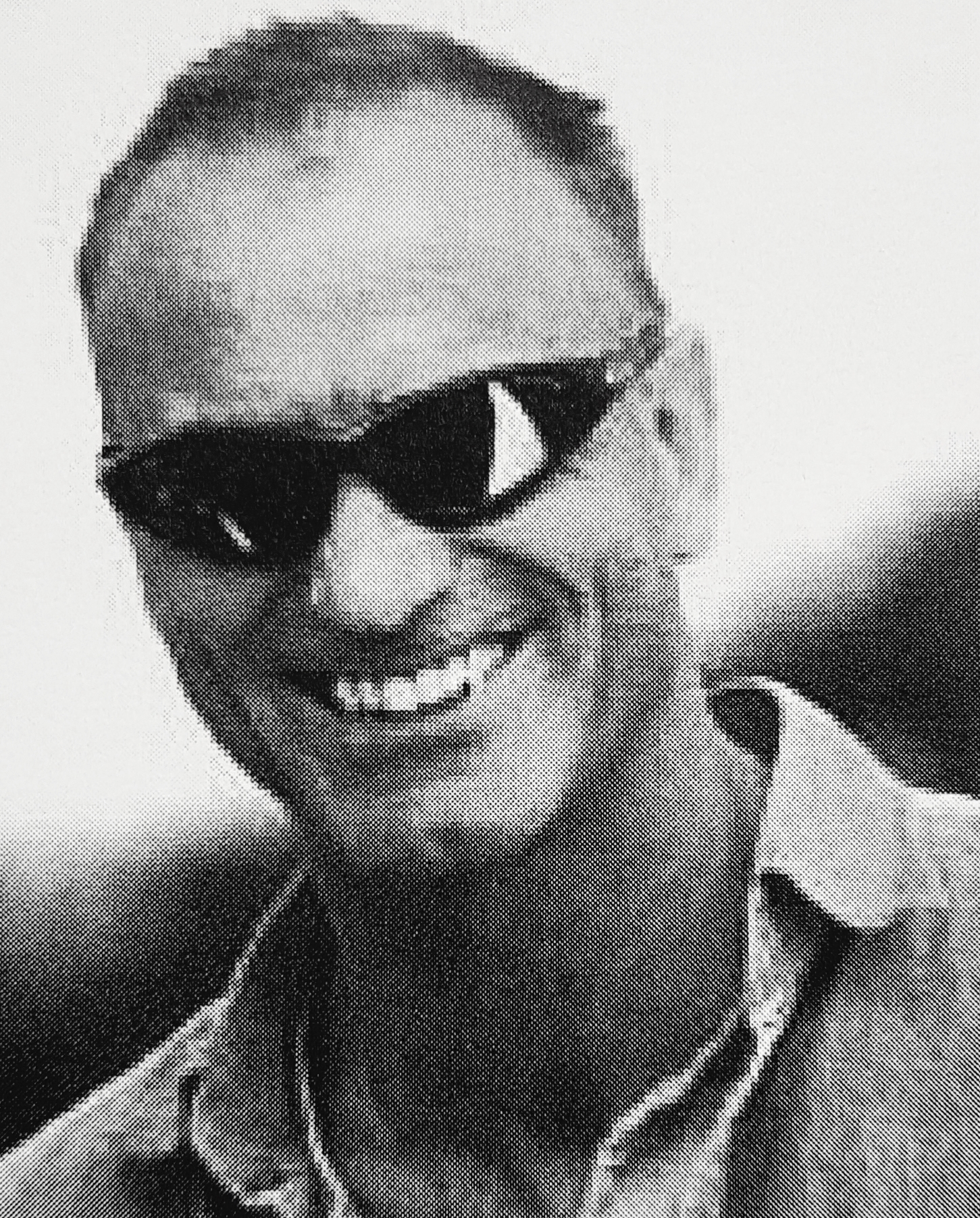
Andrew Davis

- 1, Andrew Davis, Storbritannien, i Schempp-Hirth Discus 2 10 421 poäng
- 2, Oliver Darroze, Frankrike, i Schempp-Hirth Discus 2, 10 057 poäng]
- 3, Laurent Aboulin, Frankrike, i Schempp-Hirth Discus-2, 10 014 poäng
- 14, Johan Stormats, Sverige, i LS 8, 9466 poäng

VM 2003, Nitra, Slovakien

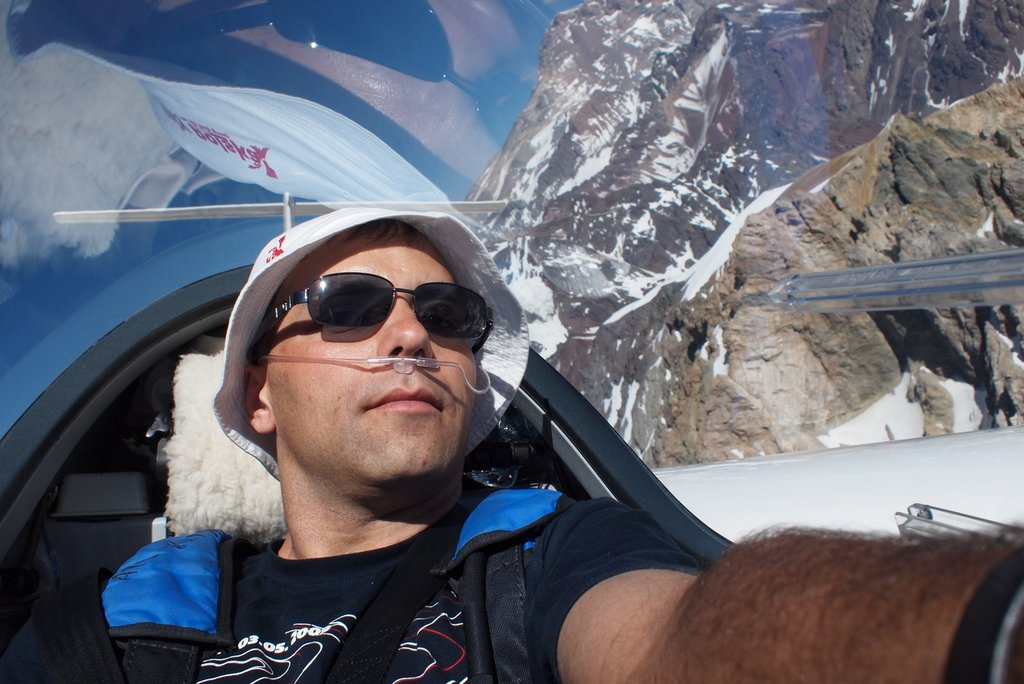
Sebastian Kawa

- World Klass  1, Sebastian Kawa, Polen, i PZL PW-5

VM 2004, Elverum, Norge Till tävlingarna var 57 deltagare från 23 nationer anmälda. På grund av vädret kunde bara fem tävlingsdagar genomföras.

### Resultat VM 2004 Klubbklass
- 1, Sebastian Kawa, Polen, i SZD-48-3M Brawo, 3 494 poäng
- 2, Jay Rebbeck, Storbritannien, i Cirrus 75, 3 408 poäng
- 3, Arkadiusz Downar, Polen, i SZD-48-3M Brawo, 3 398 poäng
- 19, Per Weastling, Sverige, i LS 1f, 3 030 poäng

VM 2006, Eskilstuna, Sverige Till Eskilstuna var 29 lag från 6 kontinenter, sammanlagt 350 personer anmälda.

### Resultat VM 2006 Open-klassen
- 1, Michael Sommer, Tyskland, i Alexander Schleicher ASW 22 BLE 8491 poäng
- 2, Giorgio Ballarati, Italien, i ETA, 8205 poäng
- 3, Peter Harvey, Storbritannien, i Nimbus 4T, 8128 poäng
- 14, Göran Ax, Sverige, i ASW 22 BLE, 7178 poäng

### Resultat VM 2006 18-metersklassen

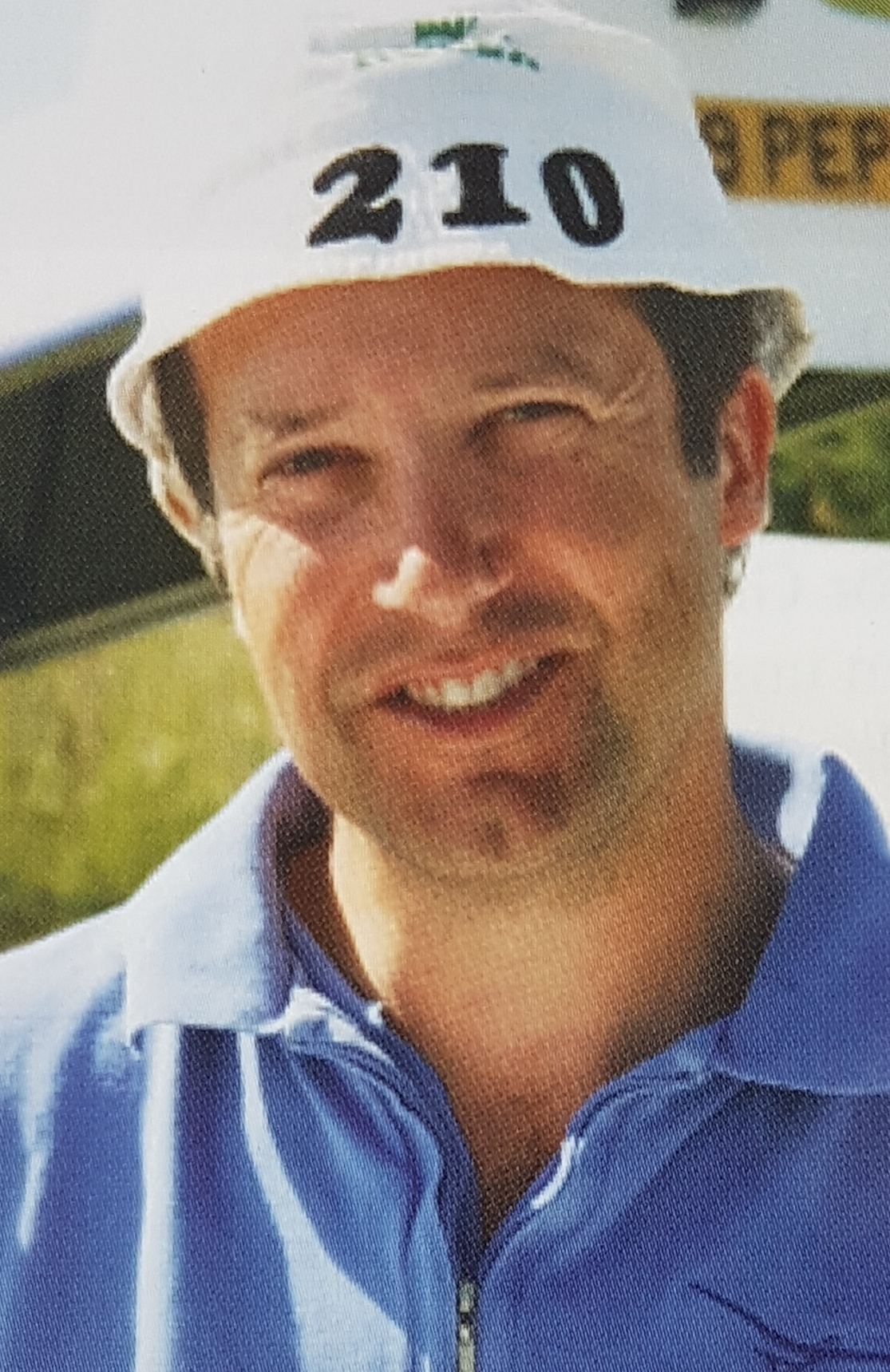
Phil Jones

- 1, Phil Jones, Storbritannien, i Schempp-Hirth Ventus-2cxt, 7746 poäng
- 2, Wolfgang Janowitsch, Österrike, i Schempp-Hirth Ventus-2cx, 7544 poäng
- 3, Luciano Avanzini, Italien, i ASG 29, 7468 poäng
- 14, Åke Pettersson, Sverige, i ASG 29, 6864 poäng

### Resultat VM 2006 15-metersklassen
- 1, Janusz Centka, Polen, i SZD 56 Diana 2, 8160 poäng
- 2, György Gulyás, Ungern i Ventus 2a, 8147 poäng
- 3, Börje Eriksson, Sverige i Ventus 2a, 7559 poäng
- 16, Mikael Engström, Sverige i Ventus 2b, 6461 poäng

### Resultat VM 2006 Standardklassen
- 1, Leigh Wells, Storbritannien, i Rolladen-Schneider LS8, 8244 poäng
- 2, Oliver Darroze, Frankrike, i Schempp-Hirth Discus 2a, 8176 poäng
- 3, Jez Hood, Storbritannien, i Rolladen-Schneider LS8, 8135 poäng
- 20, Jan-Ola Nordh, Sverige, i Schempp-Hirth Discus 2T, 6951 poäng

VM 2006, Vinon-sur-Verdon, Frankrike
- Klubbklass 1, Sebastian Kawa, Polen, i SZD-48-3M Brawo
- World Klass 1, Christophe Ruch, Frankrike, i PZL PW-5

VM 2008, Rieti, Italien
- World Klass
- Standard
- Klubbklass

VM 2008, Lüsse, (Bad Belzig, Tyskland

## Dam-VM i segelflyg
VM 2001 Pociunai, Litauen
- Resultat VM 2001 Standardklassen, 1, Sarah Steinberg (numera Kelman), Storbritannien, i Alexander Schleicher ASW 24
- Resultat VM 2001 15-meter-klassen, 1, Gillian Spreckley, Storbritannien, i Schempp-Hirth Ventus-2
- Resultat VM 2001 Klubbklassen, 1, Tamara Sviridova, Ryssland, i SZD-48 Standard Jantar

VM 2003 Jihlava, Tjeckien
- Resultat VM 2003 Standardklassen, 1, Cornelia Schaich, Tyskland, i  Rolladen-Schneider LS8-b
- Resultat VM 2003 15-meter -lassen, 1, Alena Netusilova, Tjeckien, i  Schempp-Hirth Ventus-2a
- Resultat VM 2003 Klubbklassen, 1, Christine Grote, Tyskland, i Glasflügel Standard Libelle

VM 2005 Klix, Tyskland
- Resultat VM 2005 Standardklassen, 1, Jana Veprekova, Tjeckien, i  Rolladen-Schneider LS8-b
- Resultat VM 2005 15-meter-klassen, 1, Mette Pedersen, Danmark, i  Alexander Schleicher ASW 27B
- Resultat VM 2005 Klubbklassen, 1, Hana Vokrinkova, Tjeckien, i Schempp-Hirth Standard Cirrus

VM 2007 Romorantin, Frankrike
- - Standardklassen
  - 15-meter-klassen
  - Klubbklassen

VM 2009 Szeged, Ungern
- - Standardklassen
  - 15-meter-klassen

## Junior-VM i segelflyg
VM 1999 Terlet, Nederländerna
- Resultat VM 1999 Standardklassen, 1, Gunther Stahl, Tyskland, i Schempp-Hirth Discus-2
- Resultat VM 1999 Klubbklassen, 1, Robert Scheiffarth, Tyskland, i Alexander Schleicher ASW 19

VM 2001 Issoudun, Frankrike
- Resultat VM 2001 Standard

klassen, 1, Jay Rebbeck, Storbritannien, i Rolladen-Schneider LS8
- Resultat VM 2001 Klubbklassen, 1, Peter Toft, Danmark, i Glasflügel Standard Libelle

VM 2003 Nitra, Slovakien Vid invigningen genomfördes en flyguppvisning där fyra Blanikar blev uppbogserade av en Cmelak i ett kvadrupel-släp. 

### Resultat VM 2003 Standardklassen
- 1, Jeremy Hood, Storbritannien, i Rolladen-Schneider LS8, 8478 poäng
- 2, Luke Rebbeck, Storbritannien, i Rolladen-Schneider LS8, 8430 poäng
- 3, Achim Besser, Tyskland, i Discus 2, 8290 poäng
- 6, Johan Stormats, Sverige, i Rolladen-Schneider LS8, 7542 poäng

### Resultat VM 2003 Klubbklassen
- 1, Michael Streit, Tyskland, i Alexander Schleicher ASW 19, 9 030 poäng
- 2, Peyer Toft, Danmark, i Standard Cirrus, 8 835 poäng
- 3, Stephan Zemmel, Tyskland, i Alexander Schleicher ASW 19, 8 499 poäng
- 22, Per Westling, Sverige, i LS 1f, 7 577 poäng

Junior-VM 2005 Husbands Bosworth, Storbritannien Tävlingen omfattade nio tävlingsdagar, varken Norge eller Sverige deltog.

### Resultat VM 2005 Standardklassen
- 1, Mark Parker, Storbritannien, i Rolladen-Schneider LS8, 7 322 poäng
- 2, Jonathan Meyer, Storbritannien, i Discus, 7 184 poäng
- 3, Andy May, Storbritannien, i LS 8/15m, 7 172 poäng

### Resultat VM 2005 Klubbklassen
- 1, Christoph Nacke, Tyskland, i Rolladen-Schneider LS1-d, 7 260 poäng
- 2, Jan Rothhardt, Tyskland, i Rolladen-Schneider LS1-d, 7 260 poäng
- 3, Roman Mracek, Tjeckien, i Standard Cirrus, 7 218 poäng

VM 2007 Rieti, Italien
- - Standardklassen
  - Klubbklassen